# França de Vichy
```
   |-
       |
Erro:
:  
valor não especificado para "
nome_comum
"

   |-
       | 
Erro:
:  
valor não especificado para "
continente
"
```

A França de Vichy (em francês:  Régime de Vichy) ou França colaboracionista (em francês: Régime collaborationniste), oficialmente o Estado Francês (État français), foi o Estado francês liderado pelo marechal Philippe Pétain durante a Segunda Guerra Mundial. Recebeu o nome da sua sede de governo, a cidade de Vichy. Oficialmente independente, mas com metade do seu território ocupado sob os duros termos do armistício de 1940 com a Alemanha Nazista, adotou uma política de colaboração. Embora Paris fosse nominalmente a sua capital, o governo estabeleceu-se na cidade turística de Vichy, na "zona franca" desocupada (zone libre), onde permaneceu responsável pela administração civil da França, bem como de suas colônias. A ocupação da França pela Alemanha Nazista afetou inicialmente apenas as porções norte e oeste do país, mas em novembro de 1942 os alemães e italianos ocuparam o restante da França Metropolitana, encerrando qualquer pretensão de independência por parte do governo de Vichy.
A Terceira República Francesa iniciou a guerra em setembro de 1939 ao lado dos Aliados. Em 10 de maio de 1940, foi invadida pela Alemanha Nazista. O Exército Alemão rompeu rapidamente as linhas Aliadas, contornando a altamente fortificada Linha Maginot e invadindo através da Bélgica, Luxemburgo e, como extensão, as Ardenas. Em meados de junho, a situação militar dos franceses era terrível e era evidente que perderiam a batalha pela França Metropolitana. O governo francês começou a discutir a possibilidade de um armistício. Paul Reynaud renunciou ao cargo de primeiro-ministro em vez de assinar um armistício, e foi substituído pelo marechal Philippe Pétain, um herói da Primeira Guerra Mundial. Pouco depois, Pétain assinou o Armistício de 22 de junho de 1940.
Em Vichy, Pétain estabeleceu um governo autoritário que reverteu muitas políticas liberais e iniciou uma supervisão rigorosa da economia. Os católicos conservadores tornaram-se proeminentes e Paris perdeu o seu estatuto de vanguarda na arte e cultura europeias. Os meios de comunicação eram rigidamente controlados e promoviam o antissemitismo e, após o início da Operação Barbarossa em junho de 1941, o antissovietismo. Os termos do armistício permitiram algum grau de independência e neutralidade ao governo de Vichy, como manter a Marinha Francesa e o império colonial francês sob controle francês e evitar a ocupação total do país pela Alemanha. Apesar da forte pressão, o governo de Vichy nunca se juntou às potências do Eixo e até permaneceu formalmente em guerra com a Alemanha. Na prática, porém, a França de Vichy tornou-se um regime colaboracionista.
A Alemanha manteve dois milhões de prisioneiros de guerra franceses e impôs trabalho forçado (service du travail obligatoire) sobre jovens franceses. Os soldados franceses foram mantidos como reféns para garantir que Vichy reduziria as suas forças militares e pagaria um pesado tributo em ouro, alimentos e suprimentos à Alemanha. A polícia francesa recebeu ordens de prender judeus e outros "indesejáveis", como comunistas e refugiados políticos, e pelo menos 72.500 judeus franceses foram mortos em campos de concentração nazistas.
A maior parte do público francês inicialmente apoiou o regime, mas a opinião voltou-se contra o governo de Vichy e as forças de ocupação alemãs à medida que a guerra se arrastava e as condições de vida em França pioravam. A oposição aberta intensificou-se à medida que se tornou claro que a Alemanha estava a perder a guerra. A Resistência Francesa, trabalhando em grande parte em conjunto com o movimento França Livre, com sede em Londres, aumentou em força ao longo da ocupação. Após o início da libertação da França em 1944, o Governo Provisório Francês Livre da República Francesa (GPRF) foi instalado como o novo governo nacional, liderado por Charles de Gaulle.
O último exilado de Vichy foi capturado no enclave de Sigmaringen em abril de 1945. Pétain foi levado a julgamento por traição pelo novo Governo Provisório, e condenado à morte, mas esta foi comutada para prisão perpétua por de Gaulle. Apenas quatro altos funcionários de Vichy foram julgados por crimes contra a humanidade, embora muitos tivessem participado na deportação de judeus, abusos de prisioneiros e atos graves contra membros da Resistência.

## Visão Geral
Em 1940, o marechal Pétain era conhecido como herói da Primeira Guerra Mundial, que foi o vencedor da Batalha de Verdun. Como último primeiro-ministro francês da Terceira República, ele era um reacionário por inclinação e culpou a democracia da Terceira República pela derrota repentina da França para a Alemanha. Ele estabeleceu um regime autoritário paternalista que colaborou ativamente com a Alemanha, apesar da neutralidade oficial de Vichy. O governo de Vichy cooperou com as políticas raciais nazistas dos alemães.

### Terminologia
Depois que a Assembleia Nacional da Terceira República votou para dar plenos poderes a Philippe Pétain em 10 de julho de 1940, o nome République française (República Francesa) desapareceu de todos os documentos oficiais. A partir de então, o regime passou a ser oficialmente denominado État Français (Estado Francês). Devido à sua situação única na história da França, à sua legitimidade contestada e à natureza genérica do seu nome oficial, o "Estado Francês" é mais frequentemente representado pelos sinônimos "França de Vichy"; “Regime de Vichy”; “Governo de Vichy”; ou, no contexto, simplesmente "Vichy".
O território sob controle do Estado francês estava sediado na cidade de Vichy, na porção sul desocupada da França Metropolitana. Ficava a sul da Linha de Demarcação estabelecida pelo Armistício de 22 de Junho de 1940. Também incluía os territórios franceses ultramarinos, como o Norte da África francês, que era "parte integrante de Vichy" e onde todas as leis antissemitas de Vichy também foram implementadas. Isso foi chamado de Unbesetztes Gebiet (Zona Desocupada) pelos alemães, e conhecida como Zone libre (Zona Franca) na França, ou menos formalmente como "Zona Sul" (zone du sud) especialmente após a Operação Anton, a invasão da Zone libre pelas forças alemãs em novembro de 1942. Outros termos coloquiais contemporâneos para a Zone libre basearam-se em abreviaturas e jogos de palavras, como "zona nono", para zona não ocupada.

### Jurisdição

França metropolitana/continental sob ocupação alemã (os alemães ocuparam a zona sul a partir de novembro de 1942 – Operação Caso Anton). A zona amarela estava sob administração italiana.

Bandeira pessoal de Philippe Pétain, Chefe de Estado do Estado Francês (Chef de l'État Français)

Em teoria, a jurisdição civil do governo de Vichy estendia-se pela maior parte da França Metropolitana, da Argélia Francesa, do protetorado francês em Marrocos, do protetorado francês da Tunísia e do resto do império colonial francês que aceitou a autoridade de Vichy; apenas o disputado território fronteiriço da Alsácia-Lorena foi colocado sob administração direta alemã. A Alsácia-Lorena ainda fazia oficialmente parte da França, como o Reich nunca anexou a região.  O governo do Reich na altura não estava interessado em tentar impor anexações graduais no Ocidente, embora mais tarde tenha anexado o Luxemburgo; funcionou sob o pressuposto de que a nova fronteira ocidental da Alemanha seria determinada em negociações de paz, que contariam com a participação de todos os Aliados Ocidentais, produzindo assim uma fronteira que seria reconhecida por todas as grandes potências. Dado que as ambições territoriais globais de Hitler não se limitavam à recuperação da Alsácia-Lorena e que a Grã-Bretanha nunca chegou a um acordo, essas negociações de paz nunca tiveram lugar.
Os nazistas tinham alguma intenção de anexar uma grande parte do nordeste da França, substituindo os habitantes daquela região por colonos alemães, e inicialmente proibiram os refugiados franceses de retornar à região, mas as restrições nunca foram totalmente aplicadas e foram basicamente abandonadas após a invasão da União Soviética, o que teve o efeito de virar as ambições territoriais alemãs quase exclusivamente para o Leste. Tropas alemãs guardando a linha de fronteira da Zone interdite Nordeste foram retiradas na noite de 17 para 18 de dezembro de 1941, mas a linha permaneceu no papel durante o restante da ocupação. 
No entanto, a Alsácia-Lorena foi efectivamente anexada: a lei alemã foi aplicada à região, os seus habitantes foram recrutados para a Wehrmacht e os postos aduaneiros que separavam a França da Alemanha foram intencionalmente recolocados onde estavam entre 1871 e 1918. Da mesma forma, uma faixa do território francês nos Alpes esteve sob administração direta italiana de junho de 1940 a setembro de 1943. No resto do país, os funcionários públicos estavam sob a autoridade formal dos ministros franceses em Vichy. René Bousquet, o chefe da polícia francesa nomeado por Vichy, exerceu seu poder em Paris através de seu segundo em comando, Jean Leguay, que coordenou ataques com os nazistas. As leis alemãs tiveram precedência sobre as leis francesas nos territórios ocupados, e os alemães muitas vezes ignoraram as sensibilidades dos administradores de Vichy.
Em 11 de novembro de 1942, após o desembarque dos Aliados no Norte da África (Operação Tocha), o Eixo lançou a Operação Anton, ocupando o sul da França e dissolvendo o estritamente limitado "Exército do Armistício" que Vichy havia sido autorizado pelo armistício.

### Legitimidade
A reivindicação de Vichy de ser o governo francês legítimo foi negada pela França Livre e por todos os governos franceses subsequentes após a guerra. Afirmam que Vichy era um governo ilegal dirigido por traidores, que chegou ao poder através de um golpe de Estado inconstitucional. Pétain foi constitucionalmente nomeado primeiro-ministro pelo presidente Lebrun em 16 de junho de 1940 e tinha legalmente o direito de assinar o armistício com a Alemanha; no entanto, a sua decisão de pedir a dissolução da Assembleia Nacional, concedendo-lhe poderes ditatoriais, foi mais controversa. Os historiadores debateram particularmente as circunstâncias da votação da Assembleia Nacional da Terceira República que concedeu plenos poderes a Pétain em 10 de julho de 1940. Os principais argumentos avançados contra o direito de Vichy de encarnar a continuidade do Estado francês basearam-se na pressão exercida por Pierre Laval, antigo primeiro-ministro da Terceira República, sobre os deputados de Vichy e na ausência de 27 deputados e senadores que tinham fugiu no navio Massilia e por isso não pôde participar na votação. No entanto, durante a guerra, o governo de Vichy foi reconhecido internacionalmente, nomeadamente pelos Estados Unidos e por várias outras grandes potências aliadas. As relações diplomáticas com o Reino Unido estavam cortadas desde 8 de julho de 1940, após o ataque a Mers-el-Kébir.
Julian T. Jackson escreveu: "Parece haver poucas dúvidas... de que no início Vichy era legal e legítimo". Ele afirmou que se a legitimidade vem do apoio popular, a enorme popularidade de Pétain na França até 1942 tornou seu governo legítimo, e se a legitimidade vem do reconhecimento diplomático, mais de 40 países, incluindo os Estados Unidos, Canadá e China, reconheceram o governo de Vichy. De acordo com Jackson, a França Livre de Gaulle reconheceu a fraqueza do seu caso contra a legalidade de Vichy, citando várias datas (16 de Junho, 23 de Junho e 10 de Julho) para o início do governo ilegítimo de Vichy, o que implica que, pelo menos durante algum tempo, Vichy ainda era legítimo.  Os países reconheceram o governo de Vichy, apesar das tentativas de de Gaulle em Londres para dissuadi-los; apenas a ocupação alemã de toda a França em novembro de 1942 pôs fim ao reconhecimento diplomático. Os defensores de Vichy salientam que a atribuição de poderes governamentais foi votada em sessão conjunta de ambas as câmaras do Parlamento da Terceira República (o Senado e a Câmara dos Deputados), de acordo com a lei constitucional.

## Ideologia

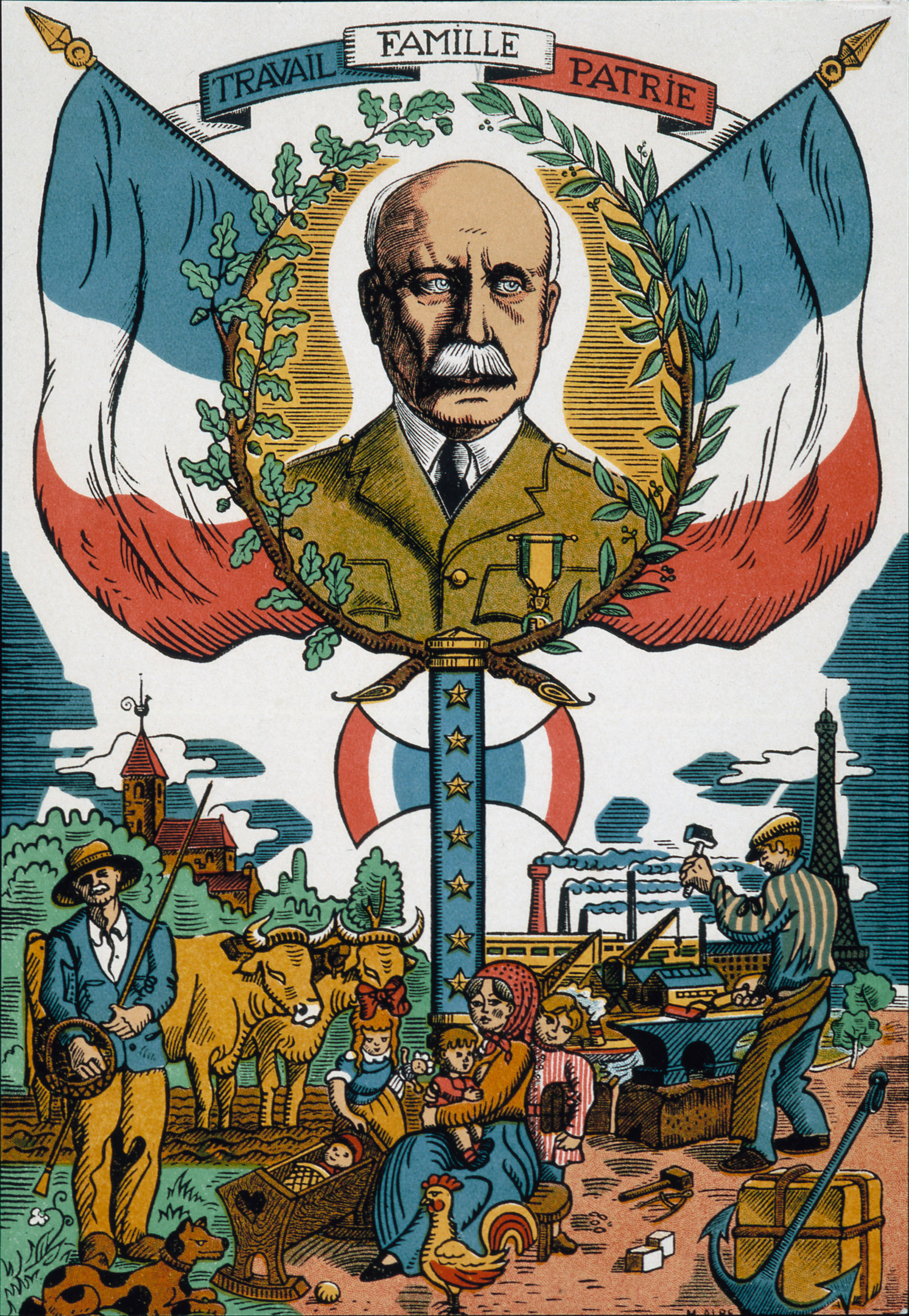
Cartaz de propaganda do programa Révolution nationale do regime de Vichy, 1942

O regime de Vichy procurou uma contrarrevolução antimoderna. A direita tradicionalista na França, com força na aristocracia e entre os católicos romanos, nunca aceitou as tradições republicanas da Revolução Francesa, mas exigiu um retorno às linhas tradicionais de cultura e religião. Abraçou o autoritarismo ao mesmo tempo que rejeitou a democracia. O regime de Vichy também se enquadrou como decididamente nacionalista. Os comunistas franceses, mais fortes nos sindicatos, voltaram-se contra Vichy em junho de 1941, quando a Alemanha invadiu a União Soviética . Vichy era intensamente anticomunista e geralmente pró-alemã; O historiador americano Stanley G. Payne descobriu que era "claramente direitista e autoritário, mas nunca fascista". O cientista político Robert Paxton analisou toda a gama de apoiantes de Vichy, desde os reaccionários aos modernizadores liberais moderados, e concluiu que os elementos genuinamente fascistas tinham apenas papéis menores na maioria dos setores. O historiador francês Olivier Wiewiorka rejeita a ideia de que a França de Vichy era fascista, observando que "Pétain recusou-se a criar um Estado de partido único, evitou envolver a França numa nova guerra, odiou a modernização e apoiou a Igreja".
O governo de Vichy tentou afirmar a sua legitimidade ligando-se simbolicamente ao período galo-romano da história da França e celebrou o chefe gaulês Vercingetorix como o "fundador" da nação francesa. Afirmou-se que, assim como a derrota dos gauleses na Batalha de Alesia (52 aC) foi o momento na história francesa em que nasceu um sentimento de nacionalidade comum, a derrota de 1940 unificaria novamente a nação. A insígnia "francisca" do governo de Vichy apresentava dois símbolos do período gaulês: o bastão e a machadinha de duas cabeças (lábris) dispostos de forma a assemelhar-se aos fasces, símbolo dos fascistas italianos.
Para fazer avançar a sua mensagem, Pétain falava frequentemente na rádio francesa. Em seus discursos no rádio, Pétain sempre usou o pronome pessoal je (i.e. "eu"), retratou-se como uma figura semelhante a Cristo, sacrificando-se pela França e assumindo um tom divino de um narrador semi-onisciente que conhecia verdades sobre o mundo que o resto dos franceses não sabia. Para justificar a ideologia de Vichy da Révolution nationale ("revolução nacional"), Pétain precisava de uma ruptura radical com a Terceira República Francesa . Durante seus discursos no rádio, toda a era da Terceira República Francesa foi sempre pintada nas cores mais negras, como uma época de décadence ("decadência") quando o povo francês foi acusado de ter sofrido degeneração e declínio moral. 
Resumindo os discursos de Pétain, o historiador britânico Christopher Flood escreveu que Pétain culpou la décadence sobre o "liberalismo político e econômico, com os seus valores divisionistas, individualistas e hedonistas – trancado em uma rivalidade estéril com suas conseqüências antitéticas, Socialismo e Comunismo".  Pétain argumentou que resgatar o povo francês da décadence exigia um período de governo autoritário que restaurasse a unidade nacional e a moralidade tradicionalista, que Pétain afirmava que os franceses haviam esquecido.  Apesar de sua visão altamente negativa da Terceira República, Pétain argumentou que la France profonde ("França profunda", denotando aspectos profundamente franceses da cultura francesa) ainda existia, e que o povo francês precisava retornar ao que Pétain insistia ser sua verdadeira identidade.  A par desta reivindicação de uma revolução moral estava o apelo de Pétain para que a França se voltasse para dentro e se retirasse do mundo, que Pétain sempre retratou como um lugar hostil e ameaçador, cheio de perigos sem fim para os franceses. 
Joana d'Arc substituiu Marianne como símbolo nacional da França sob Vichy, já que seu status como uma das heroínas mais amadas da França lhe conferiu um apelo generalizado, e a imagem de Joana como uma católica devota e patriota também se encaixava bem com a mensagem tradicionalista de Vichy. A literatura de Vichy retratou Joana como uma virgem arquetípica e Marianne como uma prostituta arquetípica.  Sob o regime de Vichy, o livro escolar Miracle de Jeanne de René Jeanneret era leitura obrigatória, e o aniversário da morte de Joana tornou-se uma ocasião para discursos escolares em comemoração ao seu martírio.  O encontro de Joana com vozes angélicas, segundo a tradição católica, foi apresentado como história literal.  O livro Miracle de Jeanne declarou "as vozes falaram!" em contraste com os textos escolares republicanos, que sugeriam fortemente que Joana estava mentalmente doente.  Os instrutores de Vichy às vezes lutavam para conciliar o heroísmo militar de Joana com as virtudes clássicas da feminilidade, com um livro escolar insistindo que as meninas não deveriam seguir literalmente o exemplo de Joana, dizendo: "Alguns dos heróis mais notáveis da nossa história foram mulheres. Mas, mesmo assim, as meninas devem exercer preferencialmente as virtudes da paciência, da persistência e da resignação. Estão destinados a cuidar da administração da casa... É no amor que as nossas futuras mães encontrarão forças para praticar as virtudes que melhor se adequam ao seu sexo e à sua condição».  Exemplificando a síntese da propaganda de Vichy de Joana, a guerreira, e Joana, a mulher obediente, Anne-Marie Hussenot, falando na escola de Uriage, afirmou: "uma mulher deve lembrar-se que, no caso de Joana d'Arc, ou de outras mulheres ilustres ao longo do excepcional missão que lhes foi confiada, desempenharam antes de tudo com humildade e simplicidade o seu papel de mulher”. 
O componente chave da ideologia de Vichy era a anglofobia. Em parte, a anglofobia virulenta de Vichy deveu-se à antipatia pessoal dos seus líderes pelos britânicos, já que o marechal Pétain, Pierre Laval e o almirante François Darlan eram todos anglófobos.  Já em fevereiro de 1936, Pétain disse ao embaixador italiano na França que "a Inglaterra sempre foi o inimigo mais implacável da França" e prosseguiu dizendo que a França tinha "dois inimigos hereditários", nomeadamente a Alemanha e a Grã-Bretanha, sendo esta última facilmente o mais perigoso dos dois; e ele queria uma aliança franco-alemã-italiana que dividisse o Império Britânico, um evento que Pétain afirmava que resolveria todos os problemas económicos causados pela Grande Depressão.  Além disso, para justificar tanto o armistício com a Alemanha como a Révolution nationale, Vichy precisava de retratar a declaração de guerra francesa à Alemanha como um erro hediondo e a sociedade francesa sob a Terceira República como degenerada e podre.  A Révolution nationale juntamente com a política de Pétain de la France seule ("França sozinha") pretendiam "regenerar" a França da la décadence, que teria destruído a sociedade francesa e provocado a derrota de 1940. Uma crítica tão dura da sociedade francesa só poderia gerar tanto apoio e, como tal, Vichy culpou vários "inimigos" da França pelos problemas franceses, o principal dos quais era a Grã-Bretanha, o "inimigo eterno" que supostamente conspirou através das lojas maçônicas para enfraquecer França e depois pressionar a França a declarar guerra à Alemanha em 1939. 
Nenhuma outra nação foi atacada com tanta frequência e violência como a Grã-Bretanha na propaganda de Vichy.  Nos discursos de Pétain no rádio, a Grã-Bretanha sempre foi retratada como o "Outro", uma nação que era a antítese completa de tudo de bom na França, o "pérfido Albion" encharcado de sangue e o implacável "eterno inimigo" da França, cuja crueldade não conhecia limites.  Joana d'Arc, que lutou contra a Inglaterra, tornou-se o símbolo da França, em parte por esse motivo.  Os principais temas da anglofobia de Vichy foram o "egoísmo" britânico em usar e depois abandonar a França após instigar guerras, a "traição" britânica e os planos britânicos para assumir o controle das colônias francesas.  Os três exemplos usados para ilustrar esses temas foram a evacuação de Dunquerque em maio de 1940, o ataque da Marinha Real em Mers-el-Kébir à frota francesa do Mediterrâneo que matou mais de 1.300 marinheiros franceses em julho de 1940 e a tentativa fracassada da França Anglo-Livre tomar Dakar em setembro de 1940.  Típico da propaganda anti-britânica de Vichy foi o panfleto amplamente distribuído publicado em agosto de 1940 e escrito pelo autoproclamado "anglófobo profissional" Henri Béraud, intitulado Faut-il réduire l'Angleterre en esclavage? ("Deveria a Inglaterra ser reduzida à escravidão?"); a pergunta do título era meramente retórica.  Além disso, Vichy misturou anglofobia com racismo e antissemitismo para retratar os britânicos como uma "raça mista" racialmente degenerada trabalhando para os capitalistas judeus, em contraste com os povos "racialmente puros" no continente europeu que estavam construindo uma "Nova Ordem".  Numa entrevista conduzida por Béraud com o almirante Darlan publicada no jornal Gringoire em 1941, Darlan foi citado como tendo dito que se a "Nova Ordem" falhasse na Europa, isso significaria "aqui na França, o retorno ao poder dos judeus e dos maçons subservientes". à política anglo-saxónica". 

## Queda da França e estabelecimento do Governo de Vichy

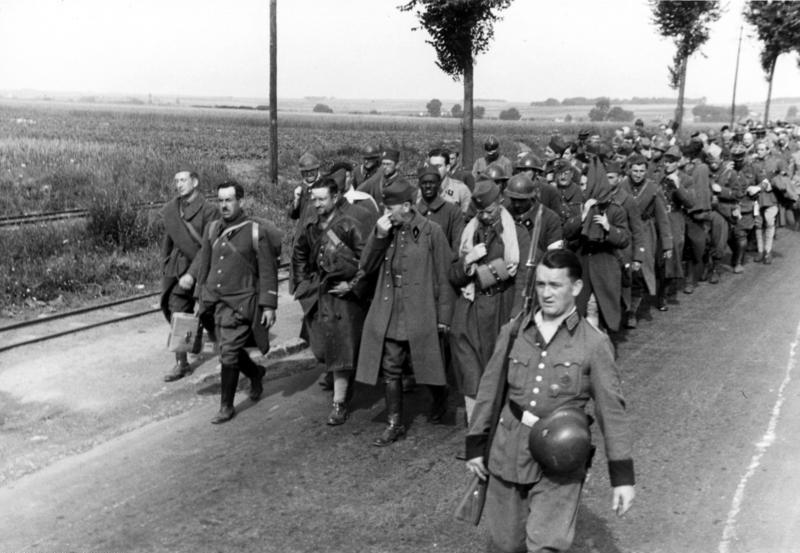
Prisioneiros de guerra franceses são levados sob guarda alemã, 1940

A França declarou guerra à Alemanha em 3 de setembro de 1939, após a invasão alemã da Polônia em 1 de setembro. Após a Guerra Falsa de oito meses, os alemães lançaram a sua ofensiva no Ocidente em 10 de maio de 1940. Em poucos dias, ficou claro que as forças militares francesas estavam sobrecarregadas e que o colapso militar era iminente. Os líderes governamentais e militares, profundamente chocados com a derrocada, debateram como proceder. Muitos funcionários, incluindo o primeiro-ministro Paul Reynaud, queriam transferir o governo para territórios franceses no Norte de África e continuar a guerra com a Marinha Francesa e os recursos coloniais. Outros, particularmente o Vice-Primeiro-Ministro Philippe Pétain e o Comandante-em-Chefe General Maxime Weygand, insistiram que a responsabilidade do governo era permanecer em França e partilhar a desgraça do seu povo; eles pediram a cessação imediata das hostilidades. 
Enquanto o debate continuava, o governo foi forçado a deslocar-se várias vezes para evitar a captura pelo avanço das forças alemãs e finalmente chegou a Bordéus. As comunicações eram fracas e milhares de refugiados civis obstruíram as estradas. Nessas condições caóticas, os defensores de um armistício ganharam vantagem. O Gabinete concordou com uma proposta para procurar termos de armistício por parte da Alemanha, com o entendimento de que se a Alemanha estabelecesse termos desonrosos ou excessivamente duros, a França manteria a opção de continuar a lutar. O general Charles Huntziger, que chefiou a delegação francesa para o armistício, foi instruído a interromper as negociações se os alemães exigissem a ocupação de toda a França metropolitana, da frota francesa ou de qualquer um dos territórios ultramarinos franceses. Os alemães, contudo, não fizeram nenhuma dessas exigências.

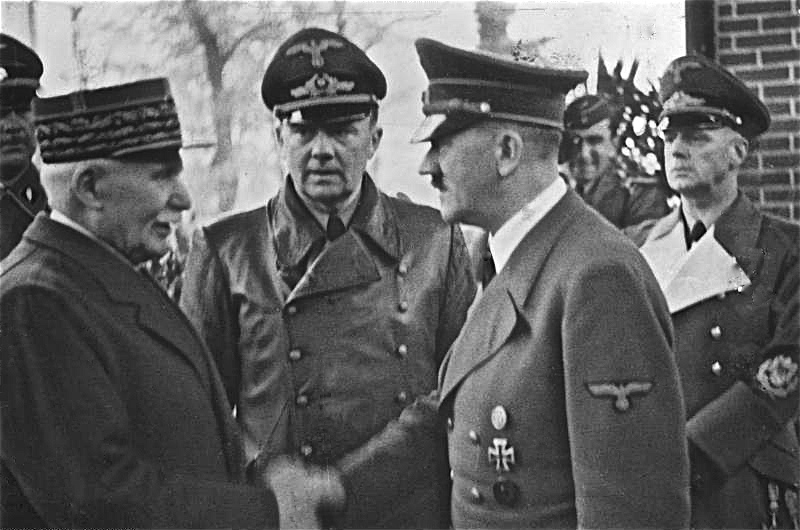
Philippe Pétain encontrando Hitler em outubro de 1940

O primeiro-ministro Reynaud era a favor da continuação da guerra, mas logo foi derrotado na votação por aqueles que defendiam um armistício. Enfrentando uma situação insustentável, Reynaud renunciou e, por sua recomendação, o presidente Albert Lebrun nomeou Pétain, de 84 anos, como o novo primeiro-ministro em 16 de junho de 1940. O armistício com a Alemanha foi assinado em 22 de junho de 1940. Um acordo francês separado foi alcançado com a Itália, que entrou na guerra contra a França em 10 de junho, bem depois de o resultado da batalha ter sido decidido.

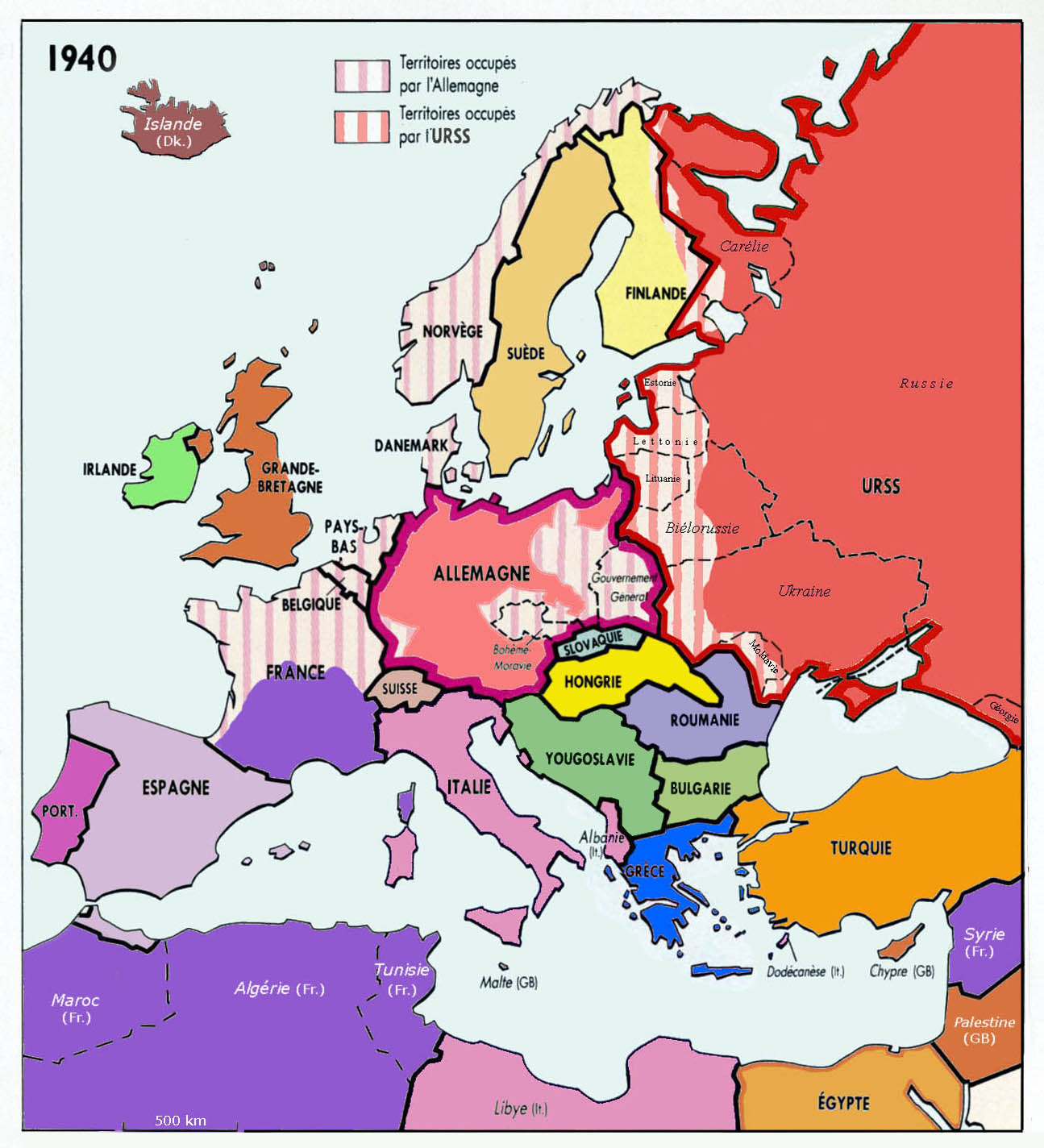
O mapa mostra claramente a divisão da França de acordo com todas as realidades históricas da época: a Alemanha nazista anexou a Alsácia-Lorena e ocupou o norte da França metropolitana e toda a costa atlântica até a fronteira com a Espanha. Isso deixou o resto da França, incluindo os restantes dois quintos da França metropolitana do sul e do leste e da França Ultramarina do Norte de África, desocupados e sob o controlo de um governo francês colaboracionista baseado na cidade de Vichy e liderado pelo marechal Philippe Pétain.

Adolf Hitler tinha vários motivos para concordar com um armistício. Ele queria garantir que a França não continuasse a lutar no Norte de África e que a Marinha Francesa fosse retirada da guerra. Além disso, deixar um governo francês no poder aliviaria a Alemanha do fardo considerável de administrar o território francês, especialmente porque Hitler voltou a sua atenção para a Grã-Bretanha, que não se rendeu e continuou a lutar contra a Alemanha. Finalmente, como a Alemanha não tinha uma marinha suficiente para ocupar os territórios ultramarinos da França, o único recurso prático de Hitler para negar aos britânicos o uso desses territórios era manter o estatuto da França como uma nação independente e neutra de jure e enviar uma mensagem à Grã-Bretanha de que estava sozinho, com a França parecendo mudar de lado e os Estados Unidos permanecendo neutros. No entanto, a espionagem alemã contra a França após a sua derrota intensificou-se muito, particularmente no sul da França.

### Condições do armistício
De acordo com os termos do armistício franco-alemão de 22 de junho de 1940, a Alemanha nazista anexou as províncias da Alsácia e da Lorena, e o exército alemão ocupou o norte da França metropolitana e toda a costa atlântica até a fronteira com a Espanha. Isso deixou o resto da França, incluindo os restantes dois quintos da França metropolitana do sul e do leste e da França Ultramarina do Norte de África, desocupados e sob o controlo de um governo francês colaboracionista baseado na cidade de Vichy e liderado pelo marechal Philippe Pétain. Ostensivamente, o governo francês de Vichy administrava toda a França, incluindo a região ultramarina da França de Vichy-Norte de África.

#### Prisioneiros
A Alemanha tomou dois milhões de soldados franceses como prisioneiros de guerra e enviou-os para campos na Alemanha. Cerca de um terço foi libertado sob vários termos em 1944. Do restante, os oficiais e suboficiais (cabos e sargentos) foram mantidos em campos, mas estavam isentos de trabalho forçado. Os soldados rasos foram primeiro enviados para campos "Stalag" para processamento e depois colocados para trabalhar. Cerca de metade deles trabalhava na agricultura alemã, onde as rações alimentares eram adequadas e os controlos eram brandos. Os outros trabalhavam em fábricas ou minas, onde as condições eram muito mais duras.

#### Exército do Armistício

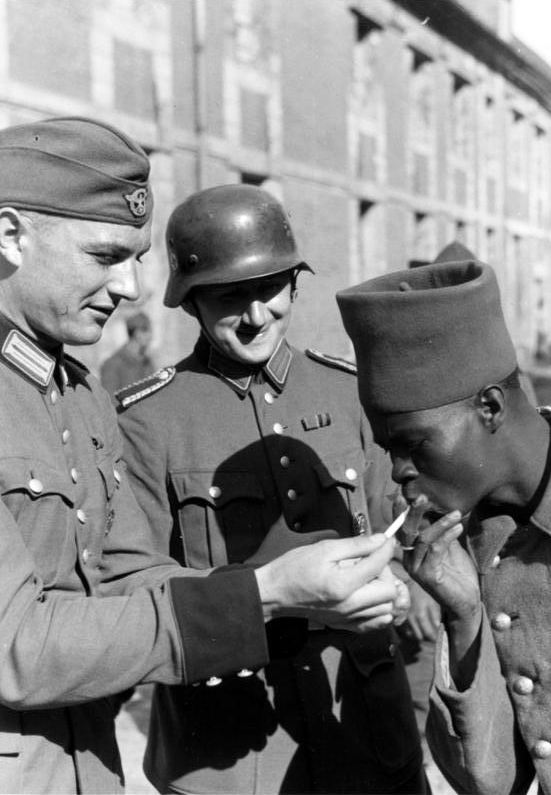
Prisioneiro colonial francês em cativeiro alemão, 1940.

Os alemães ocuparam diretamente o norte da França. Os franceses tiveram que pagar os custos do exército de ocupação alemão de 300.000 homens, no valor de 20 milhões de Reichsmarks por dia, à taxa artificial de vinte francos por Reichsmark. Isso foi 50 vezes os custos reais da guarnição de ocupação. O governo francês também tinha a responsabilidade de impedir que os cidadãos franceses escapassem para o exílio.
O Artigo IV do Armistício permitiu um pequeno exército francês – o Exército do Armistício (Armée de l'Armistice) – estacionado na zona desocupada e para o fornecimento militar do império colonial francês no exterior. A função dessas forças era manter a ordem interna e defender os territórios franceses do ataque aliado. As forças francesas permaneceriam sob a direção geral das forças armadas alemãs.
A força exata do Exército Metropolitano Francês de Vichy foi fixada em 3.768 oficiais, 15.072 suboficiais e 75.360 homens. Todos os membros tinham que ser voluntários. Além do exército, o tamanho da Gendarmerie foi fixada em 60.000 homens mais uma força antiaérea de 10.000 homens. Apesar do afluxo de soldados treinados das forças coloniais (reduzido em tamanho de acordo com o armistício), houve escassez de voluntários. Como resultado, 30 mil homens da classe de 1939 foram contratados para preencher a cota. No início de 1942, esses recrutas foram libertados, mas ainda não havia homens suficientes. Essa escassez manteve-se até à dissolução do regime, apesar dos apelos de Vichy aos alemães para uma forma regular de recrutamento.
O Exército Metropolitano Francês de Vichy estava privado de tanques e outros veículos blindados e carecia desesperadamente de transporte motorizado, um problema particular para as unidades de cavalaria. Os cartazes de recrutamento sobreviventes sublinham as oportunidades para actividades atléticas, incluindo equitação, reflectindo tanto a ênfase geral colocada pelo governo de Vichy nas virtudes rurais e nas actividades ao ar livre, como as realidades do serviço numa força militar pequena e tecnologicamente atrasada. Características tradicionais características do exército francês anterior a 1940, como quepes e capotes pesados (casacos abotoados) foram substituídos por boinas e uniformes simplificados.
As autoridades de Vichy não mobilizaram o Exército do Armistício contra grupos de resistência activos no sul de França, reservando esse papel à Vichy Milice (milícia), uma força paramilitar criada em 30 de Janeiro de 1943 pelo governo de Vichy para combater a Resistência. Os membros do exército regular puderam assim desertar para o Maquis após a ocupação alemã do sul de França e a dissolução do Exército do Armistício em Novembro de 1942. Em contrapartida, a Milice continuou a colaborar e os seus membros foram sujeitos a represálias após a Libertação.
As forças coloniais francesas de Vichy foram reduzidas de acordo com os termos do armistício, mas só na área do Mediterrâneo, Vichy ainda tinha quase 150.000 homens em armas. Havia cerca de 55 mil no Marrocos francês, 50 mil na Argélia e quase 40 mil no Exército do Levante (Armée du Levant), no Líbano e na Síria. As forças coloniais foram autorizadas a manter alguns veículos blindados, embora estes fossem em sua maioria tanques "vintage" da Primeira Guerra Mundial (Renault FT).

#### Custódia alemã
O Armistício exigia que a França entregasse quaisquer cidadãos alemães dentro do país, mediante exigência alemã. Os franceses consideraram este termo "desonroso", uma vez que exigiria que a França entregasse pessoas que entraram na França em busca de refúgio na Alemanha. As tentativas de negociar a questão com a Alemanha não tiveram sucesso e os franceses decidiram não pressionar a questão a ponto de recusar o Armistício.

### Votação de plenos poderes em 10 de julho de 1940

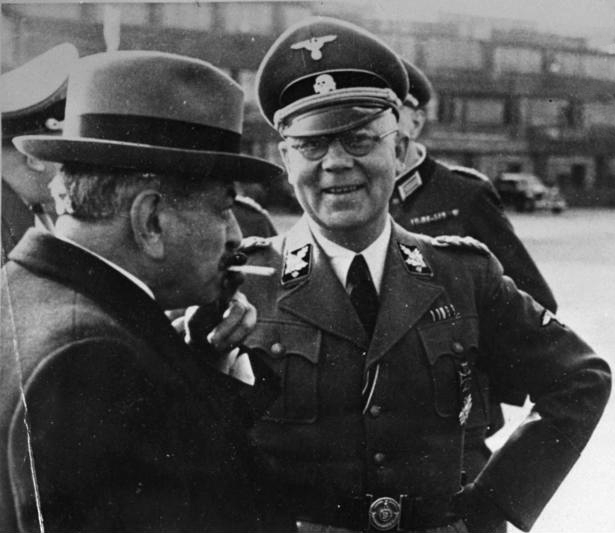
Pierre Laval com o chefe das unidades policiais alemãs na França, SS-Gruppenführer Carl Oberg

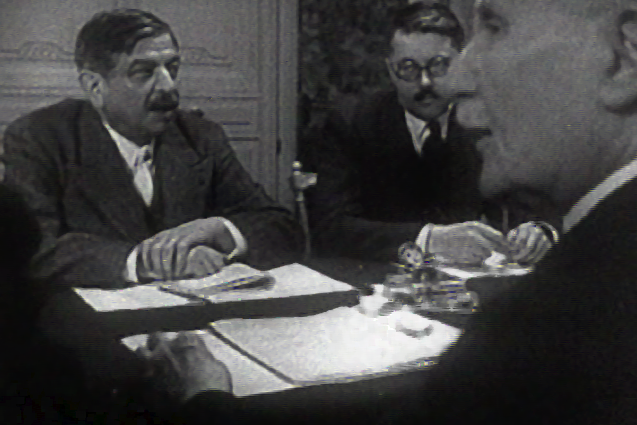
Pierre Laval e Philippe Pétain no documentário de Frank Capra, Divide and Conquer (1943)

Em 10 de julho de 1940, a Câmara dos Deputados e o Senado reuniram-se em sessão conjunta na pacata cidade termal de Vichy, a sua capital provisória no centro de França. Lyon, a segunda maior cidade da França, teria sido uma escolha mais lógica, mas o presidente da Câmara, Édouard Herriot, estava demasiado associado à Terceira República. Marselha tinha a reputação de ser um centro do crime organizado. Toulouse era demasiado remota e tinha uma reputação de esquerda. Vichy tinha uma localização central e tinha muitos hotéis para uso dos ministros. 
Pierre Laval e Raphaël Alibert iniciaram sua campanha para convencer os senadores e deputados reunidos a votarem plenos poderes para Pétain. Utilizaram todos os meios disponíveis, tais como prometer cargos ministeriais a alguns e ameaçar e intimidar outros. Eles foram ajudados pela ausência de figuras populares e carismáticas que poderiam ter se oposto a eles, como Georges Mandel e Édouard Daladier, que estavam então a bordo do navio Massilia a caminho do Norte de África e do exílio. No dia 10 de julho a Assembleia Nacional, composta pelo Senado e pela Câmara dos Deputados, votou por 569 votos a 80, com 20 abstenções voluntárias, para conceder poderes plenos e extraordinários ao Marechal Pétain. Pela mesma votação, também lhe concederam o poder de redigir uma nova constituição. Pela Lei nº 2 do dia seguinte, Pétain definiu seus próprios poderes e revogou quaisquer leis da Terceira República que estivessem em conflito com eles. (Esses atos seriam posteriormente anulados em agosto de 1944).
A maioria dos legisladores acreditava que a democracia continuaria, embora com uma nova constituição. Embora Laval tenha dito em 6 de julho que “a democracia parlamentar perdeu a guerra; deve desaparecer, cedendo o seu lugar a um regime autoritário, hierárquico, nacional e social”, a maioria confiava em Pétain. Léon Blum, que votou não, escreveu três meses depois que o "objetivo óbvio de Laval era cortar todas as raízes que ligavam a França ao seu passado republicano e revolucionário. Sua 'revolução nacional' seria uma contra-revolução eliminando todo o progresso e humanidade direitos conquistados nos últimos cento e cinquenta anos”. A minoria composta principalmente por radicais e socialistas que se opunham a Laval ficou conhecida como os 80 de Vichy. Os deputados e senadores que votaram pela concessão de plenos poderes a Pétain foram condenados individualmente após a Libertação.
A maioria dos historiadores franceses e todos os governos franceses do pós-guerra afirmaram que esta votação da Assembleia Nacional foi ilegal. Três argumentos principais são apresentados:
- Revogação do procedimento legal
- A impossibilidade de o Parlamento delegar os seus poderes constitucionais sem controlar a posteriori a sua utilização.
- A emenda constitucional de 1884 tornou inconstitucional questionar a "forma republicana" de governo.

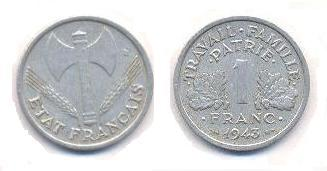
Moeda de 1 franco de 1943. Frente: "Estado Francês". Verso: “Trabalho, Família, Pátria”. O simbolismo na moeda era um veículo de propaganda.

De um total de 544 Deputados, apenas 414 votaram; e de um total de 302 senadores, apenas 235 votaram. Destes, 357 deputados votaram a favor de Pétain e 57 contra, enquanto 212 senadores votaram a favor de Pétain e 23 contra. Assim, Pétain foi aprovado por 65% de todos os deputados e 70% de todos os senadores. Embora Pétain pudesse reivindicar legalidade para si mesmo, particularmente em comparação com a liderança essencialmente autonomeada de Charles de Gaulle, as circunstâncias duvidosas da votação explicam por que a maioria dos historiadores franceses não considera Vichy uma continuidade completa do Estado francês.

O texto votado pelo Congresso dizia:
A Assembleia Nacional confere plenos poderes ao governo da República, sob a autoridade e a assinatura do Marechal Pétain, para promulgar, por um ou vários atos, uma nova constituição do Estado francês. Esta constituição deve garantir os direitos do trabalho, da família e da pátria. Será ratificado pela nação e aplicado pelas assembleias que criou.
Os Atos Constitucionais de 11 e 12 de julho de 1940 concederam a Pétain todos os poderes (legislativos, judiciais, administrativos, executivos e diplomáticos) e o título de "chefe do Estado francês" (chef de l'État français), bem como o direito de nomear o seu sucessor. Em 12 de julho, Pétain designou Laval como vice-presidente e seu sucessor designado e nomeou Fernand de Brinon como representante do Alto Comando Alemão em Paris. Pétain permaneceu à frente do regime de Vichy até 20 de agosto de 1944. O lema nacional francês, Liberté, Egalité, Fraternité (Liberdade, Igualdade, Fraternidade) foi substituído por Travail, Famille, Patrie (Trabalho, Família, Pátria). Observou-se na época que a TFP também defendia a pena criminal de travaux forcés à perpetuité (“trabalho forçado perpétuo”). Reynaud foi preso em setembro de 1940 pelo governo de Vichy e condenado à prisão perpétua em 1941, antes da abertura do Julgamento de Riom.
Pétain era reacionário por natureza, apesar de seu status de herói da Terceira República durante a Primeira Guerra Mundial. Quase assim que lhe foram concedidos plenos poderes, Pétain começou a culpar a democracia da Terceira República e a corrupção endêmica pela derrota humilhante da França para a Alemanha. Conseqüentemente, seu governo logo começou a assumir características autoritárias. As liberdades e garantias democráticas foram imediatamente suspensas.  O crime de "crime de opinião" (délit d'opinion) foi restabelecido, revogando efetivamente a liberdade de pensamento e expressão, e os críticos foram frequentemente presos. Os órgãos eletivos foram substituídos por órgãos nomeados. Os “municípios” e as comissões departamentais ficaram assim colocados sob a autoridade da administração e dos prefeitos (nomeados e dependentes do poder executivo). Em janeiro de 1941, o Conselho Nacional (Conseil National), composto por notáveis do campo e das províncias, foi instituído nas mesmas condições. Apesar do claro caráter autoritário do governo de Pétain, ele não instituiu formalmente um estado de partido único, manteve o Tricolor e outros símbolos da França republicana e, ao contrário de muitos da extrema direita, não era um anti-Dreyfusard. Pétain excluiu os fascistas dos cargos de seu governo e, em geral, seu gabinete era composto por "homens de 6 de fevereiro" (membros do "governo de União Nacional" formado após a crise de 6 de fevereiro de 1934 após o Caso Stavisky) e políticos tradicionais cujas perspectivas de carreira tinham foi bloqueado pelo triunfo da Frente Popular em 1936.

## Governos
Houve cinco governos durante o mandato do regime de Vichy, começando com a continuação da posição de Pétain desde a Terceira República, que se dissolveu e lhe entregou plenos poderes, deixando Pétain no controle absoluto do novo "Estado francês", como Pétain o chamou. Pierre Laval formou o primeiro governo em 1940. O segundo governo foi formado por Pierre-Étienne Flandin, e durou apenas dois meses até fevereiro de 1941. François Darlan foi então chefe do governo até abril de 1942, seguido por Pierre Laval novamente até agosto de 1944. O governo de Vichy fugiu para o exílio em Sigmaringen em setembro de 1944.

## Relações Exteriores

Um cartaz de propaganda em Hanói.

A França de Vichy em 1940-1942 foi reconhecida pela maioria das potências do Eixo e neutras, bem como pelos Estados Unidos e pela União Soviética. Durante a guerra, a França de Vichy conduziu ações militares contra incursões armadas do Eixo e dos beligerantes aliados e foi um exemplo de neutralidade armada. A ação mais importante foi o afundamento da frota francesa em Toulon, em 27 de novembro de 1942, para evitar a sua captura pelo Eixo. Washington inicialmente concedeu a Vichy pleno reconhecimento diplomático, enviando o almirante William D. Leahy como embaixador americano. O presidente dos EUA, Franklin D. Roosevelt, e o secretário de Estado Cordell Hull esperavam usar a influência americana para encorajar elementos do governo de Vichy que se opunham à colaboração militar com a Alemanha. Washington também esperava encorajar Vichy a resistir às exigências de guerra alemãs, tais como a criação de bases aéreas na Síria sob mandato francês ou a transferência de fornecimentos de guerra através de territórios franceses no Norte de África. A posição dos EUA era essencialmente que, a menos que fosse explicitamente exigido pelos termos do armistício, a França não deveria tomar nenhuma acção que pudesse afetar negativamente os esforços dos Aliados na guerra.
A posição dos EUA em relação à França de Vichy e de Gaulle foi especialmente hesitante e inconsistente. Roosevelt não gostava de Gaulle e o considerava um "aprendiz de ditador". Os americanos tentaram primeiro apoiar o general Maxime Weygand, delegado geral de Vichy para África até dezembro de 1941. Após o fracasso da primeira escolha, eles recorreram a Henri Giraud pouco antes do desembarque no Norte da África, em 8 de novembro de 1942. Finalmente, após a virada do almirante François Darlan para as Forças Livres (ele foi primeiro-ministro de fevereiro de 1941 a abril de 1942), eles o jogaram contra de Gaulle.
O general americano Mark W. Clark, do comando aliado combinado, fez Darlan assinar em 22 de novembro de 1942 um tratado que colocava "o Norte da África à disposição dos americanos" e tornava a França "um país vassalo". Washington imaginou então, entre 1941 e 1942, um estatuto de protectorado para a França, que seria submetido após a Libertação a um Governo Militar Aliado dos Territórios Ocupados (AMGOT) como a Alemanha. Após o assassinato de Darlan em 24 de dezembro de 1942, os americanos voltaram-se novamente para Giraud, a quem haviam reunido Maurice Couve de Murville, que tinha responsabilidades financeiras em Vichy, e Lemaigre-Dubreuil, ex-membro de La Cagoule e empresário, bem como  Alfred Pose, diretor geral do Banque nationale pour le commerce et l'industrie (Banco Nacional do Comércio e da Indústria).
Moscou manteve relações diplomáticas plenas com o governo de Vichy até 30 de junho de 1941, quando foram rompidas por Vichy expressando apoio à Operação Barbarossa, a invasão alemã da União Soviética. Em resposta aos pedidos britânicos e às sensibilidades da população franco-canadense, o Canadá, apesar de estar em guerra com o Eixo desde 1939, manteve relações diplomáticas plenas com o regime de Vichy até o início de novembro de 1942, quando o Caso Anton levou à ocupação completa da França de Vichypelos alemães.

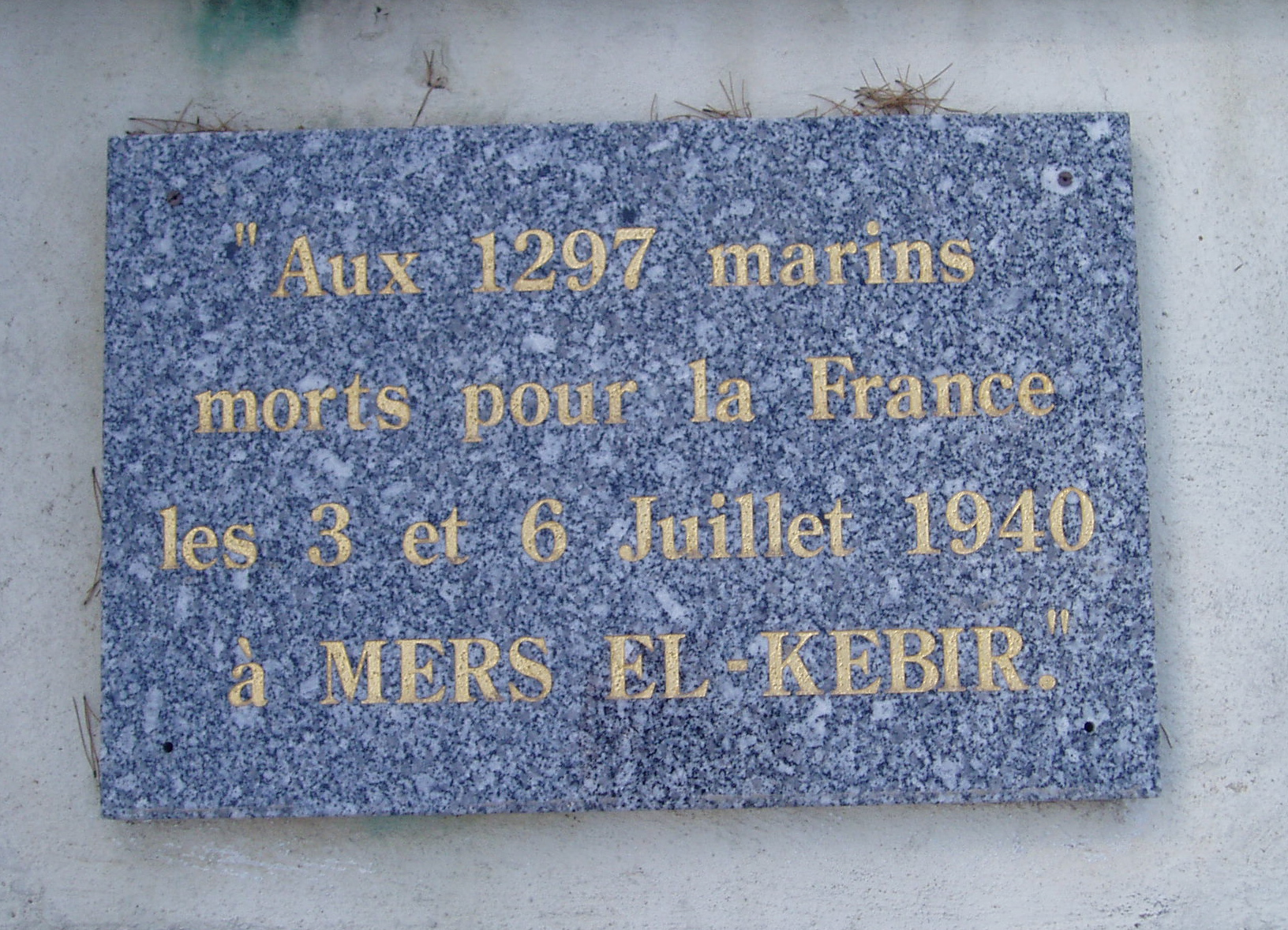
Memorial aos 1.297 marinheiros franceses que morreram durante o bombardeio britânico de seus navios em Mers El Kebir

Os britânicos temiam que a frota naval francesa pudesse acabar nas mãos dos alemães e ser usada contra as suas próprias forças navais, que eram tão vitais para a manutenção da navegação e das comunicações do Atlântico Norte. Sob o armistício, a França foi autorizada a reter a Marinha Francesa, a Marine Nationale, sob condições estritas. Vichy prometeu que a frota nunca cairia nas mãos dos alemães, mas recusou-se a enviá-la para fora do alcance da Alemanha, enviando-a para a Grã-Bretanha ou para colónias francesas distantes, como nas Índias Ocidentais. Isso não satisfez Winston Churchill, que ordenou que os navios franceses nos portos britânicos fossem apreendidos pela Marinha Real. Pouco depois do armistício (22 de junho de 1940), a Grã-Bretanha conduziu a destruição da frota francesa em Mers-el-Kebir, matando 1.297 militares franceses. Vichy cortou relações diplomáticas com a Grã-Bretanha. A esquadra francesa em Alexandria, comandada pelo almirante René-Emile Godfroy, ficou efetivamente internada até 1943, quando foi alcançado um acordo com o almirante Andrew Browne Cunningham, comandante da Frota Britânica do Mediterrâneo. Após o incidente de Mers-el-Kebir, os britânicos reconheceram a França Livre como o governo francês legítimo.
A Suíça e outros estados neutros mantiveram relações diplomáticas com o regime de Vichy até a libertação da França em 1944, quando Pétain renunciou e foi deportado para a Alemanha para a criação de um governo forçado no exílio.

### Indochina Francesa, Japão e Guerra Franco-Tailandesa

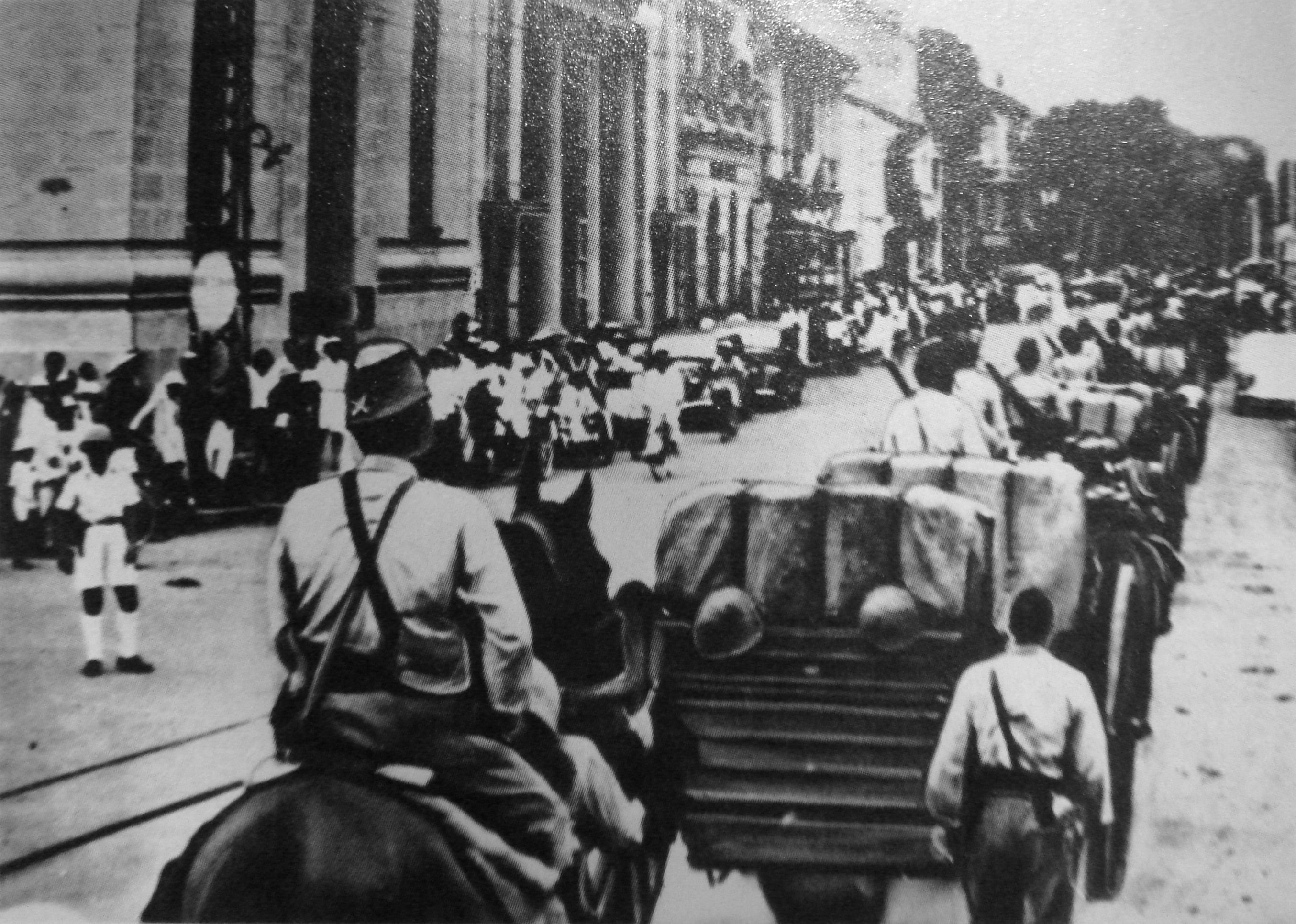
Tropas japonesas entrando em Saigon em 1941

Em junho de 1940, a queda da França tornou tênue o domínio francês sobre a Indochina. A administração colonial isolada foi isolada da ajuda externa e dos fornecimentos externos. Após negociações com o Japão, os franceses permitiram que os japoneses estabelecessem bases militares na Indochina. Esse comportamento aparentemente subserviente convenceu o major-general Plaek Pibulsonggram, o primeiro-ministro do Reino da Tailândia, de que a França de Vichy não resistiria seriamente a uma campanha dos militares tailandeses para recuperar partes do Camboja e do Laos que haviam sido tomadas da Tailândia pela França em o início do século XX. Em outubro de 1940, as forças militares da Tailândia atacaram através da fronteira com a Indochina e lançaram a Guerra Franco-Tailandesa. Embora os franceses tenham obtido uma importante vitória naval sobre os tailandeses, o Japão forçou os franceses a aceitar a mediação japonesa de um tratado de paz, que devolveu o território disputado ao controle tailandês. Os franceses foram deixados para administrar a colônia da Indochina até 9 de março de 1945, quando os japoneses deram um golpe de estado na Indochina Francesa e assumiram o controle, estabelecendo sua própria colônia, o Império do Vietnã, como um estado-fantoche controlado por Tóquio.

## Luta colonial com a França Livre
Para combater o governo de Vichy, o General Charles de Gaulle criou as Forças Francesas Livres (FFL) após seu apelo de rádio de 18 de junho de 1940. Inicialmente, Churchill foi ambivalente em relação a de Gaulle e cortou os laços diplomáticos com o governo de Vichy apenas quando ficou claro que Vichy não se juntaria aos Aliados.

### Índia e Oceania
Até 1962, a França possuía quatro colônias em toda a Índia, sendo a maior Pondicherry. As colônias eram pequenas e não contíguas, mas politicamente unidas. Imediatamente após a queda da França, o Governador Geral da Índia Francesa, Louis Alexis Étienne Bonvin, declarou que as colônias francesas na Índia continuariam a lutar com os aliados britânicos. As forças francesas livres daquela área e outras participaram na campanha do Deserto Ocidental, embora as notícias da morte de soldados franco-indianos tenham causado alguns distúrbios em Pondicherry. As possessões francesas na Oceania juntaram-se à França Livre em 1940 ou, em um caso, em 1942. Mais tarde, serviram como bases para o esforço Aliado no Pacífico e contribuíram com tropas para as Forças Francesas Livres.
Na sequência do Apelo de 18 de Junho, surgiu um debate entre a população da Polinésia Francesa. Um referendo foi organizado em 2 de setembro de 1940 no Taiti e Moorea, com as ilhas periféricas relatando acordo nos dias seguintes. A votação foi de 5.564 a 18 a favor da adesão à França Livre. Após o ataque a Pearl Harbor, as forças americanas identificaram a Polinésia Francesa como um ponto de reabastecimento ideal entre o Havaí e a Austrália e, com o acordo de de Gaulle, organizaram a "Operação Bobcat" para enviar nove navios com 5.000 soldados americanos para construir uma base de reabastecimento naval e pista de pouso e instalação de armas de defesa costeira em Bora Bora. Essa primeira experiência foi valiosa nos esforços posteriores do Seabee (pronúncia fonética da sigla naval, CB, ou Batalhão de Construção) no Pacífico, e a base de Bora Bora forneceu os navios e aviões aliados que travaram a batalha do Mar de Coral. Tropas da Polinésia Francesa e da Nova Caledônia formaram um Bataillon du Pacifique em 1940; tornou-se parte da 1ª Divisão Francesa Livre em 1942, distinguindo-se durante a Batalha de Bir Hakeim e posteriormente combinando-se com outra unidade para formar o Bataillon d'infanterie de marine et du Pacifique; lutaram na Campanha Italiana, destacando-se no Garigliano durante a Batalha de Monte Cassino e na Toscana; e participou nos desembarques na Provença e posteriormente na Libertação da França.
Nas Novas Hébridas, Henri Sautot declarou prontamente lealdade aos Franceses Livres em 20 de julho, o primeiro chefe colonial a fazê-lo. O resultado foi decidido por uma combinação de patriotismo e oportunismo econômico na expectativa de que resultaria a independência. Sautot posteriormente navegou para a Nova Caledônia, onde assumiu o controle em 19 de setembro. A sua localização à beira do Mar de Coral e no flanco da Austrália fez com que a Nova Caledónia se tornasse estrategicamente crítica no esforço para combater o avanço japonês no Pacífico em 1941-1942 e para proteger as rotas marítimas entre a América do Norte e a Austrália. Nouméa serviu como quartel-general da Marinha dos Estados Unidos (Base Naval da Nova Caledônia, Área do Pacífico Sul) e do Exército no Pacífico Sul, e como base de reparos para navios aliados. A Nova Caledônia contribuiu com pessoal tanto para o Bataillon du Pacifique e às Forças Navais Francesas Livres que atuaram no Pacífico e no Oceano Índico.
Em Wallis e Futuna, o administrador e bispo local ficou do lado de Vichy mas enfrentou oposição de parte da população e do clero; suas tentativas de nomear um rei local em 1941 para proteger o território de seus oponentes saíram pela culatra, pois o rei recém-eleito se recusou a declarar lealdade a Pétain. A situação estagnou durante muito tempo devido ao afastamento das ilhas e porque nenhum navio estrangeiro visitou as ilhas durante 17 meses após janeiro de 1941. Um aviso enviado de Nouméa assumiu Wallis em nome da França Livre em 27 de maio de 1942 e Futuna em 29 de maio de 1942. Isso permitiu que as forças americanas construíssem uma base aérea e uma base de hidroaviões em Wallis (Marinha 207) que serviu às operações Aliadas no Pacífico.

### Américas
Um plano de Vichy França para que a Western Union construísse transmissores poderosos em Saint Pierre e Miquelon em 1941 para permitir comunicações transatlânticas privadas foi bloqueado após pressão de Roosevelt. Em 24 de dezembro de 1941, as forças francesas livres em três corvetas, apoiadas por um submarino, pousaram e tomaram o controle de São Pedro e Miquelon por ordem de Charles de Gaulle, sem referência a qualquer um dos comandantes aliados.
A Guiana Francesa, na costa norte da América do Sul, removeu seu governo de apoio a Vichy em 22 de março de 1943, logo após oito navios aliados terem sido afundados por um submarino alemão na costa da Guiana, e a chegada de Tropas americanas por via aérea em 20 de março.
A Martinica tornou-se o lar da maior parte da reserva de ouro do Banco da França, com 286 toneladas de ouro transportadas para lá no cruzador Émile Bertin em junho de 1940. A ilha foi bloqueada pela marinha britânica até que foi alcançado um acordo para imobilizar os navios franceses no porto. Os britânicos usaram o ouro como garantia para facilidades de Lend-Lease dos americanos, com base no facto de poder ser “adquirido” a qualquer momento, se necessário. Em julho de 1943, simpatizantes da França Livre na ilha assumiram o controle do ouro e da frota assim que o almirante Georges Robert partiu após uma ameaça da América de lançar uma invasão em grande escala.
Guadalupe, nas Índias Ocidentais Francesas, também mudou de aliança em 1943, depois que o almirante Georges Robert ordenou que a polícia disparasse contra os manifestantes, antes de ele fugir de volta para a Europa.

### África Equatorial e Ocidental
Na África Central, três das quatro colónias da África Equatorial Francesa passaram para a França Livre quase imediatamente: o Chade Francês em 26 de Agosto de 1940, o Congo Francês em 29 de Agosto de 1940 e Ubangi-Shari em 30 de Agosto de 1940. A eles se juntou o mandato da Liga Francesa das Nações de Camarões em 27 de agosto de 1940.
Em 23 de setembro de 1940, a Marinha Real e as forças da França Livre sob o comando de Gaulle lançaram a Operação Ameaça, uma tentativa de tomar o porto estratégico de Dakar, controlado por Vichy, na África Ocidental Francesa (atual Senegal). Depois que as tentativas de encorajá-los a se juntar aos Aliados foram rejeitadas pelos defensores, eclodiram combates ferozes entre Vichy e as forças aliadas. HMS Resolution foi fortemente danificada por torpedos, e as tropas da França Livre que desembarcaram em uma praia ao sul do porto foram rechaçadas por fogo pesado. Pior ainda, do ponto de vista estratégico, os bombardeiros da Força Aérea Francesa de Vichy, baseados no Norte de África, começaram a bombardear a base britânica em Gibraltar, em resposta ao ataque a Dakar. Abaladas pela defesa resoluta de Vichy e não querendo agravar ainda mais o conflito, as forças britânicas e francesas livres retiraram-se em 25 de setembro, pondo fim à batalha.
Uma colónia na África Equatorial Francesa, o Gabão, teve de ser ocupada pela força militar entre 27 de Outubro e 12 de Novembro de 1940. Em 8 de novembro de 1940, as forças da França Livre sob o comando de de Gaulle e Marie-Pierre Kœnig, juntamente com a ajuda da Marinha Real, invadiram o Gabão controlado por Vichy. A capital, Libreville, foi bombardeada e capturada. As últimas tropas de Vichy no Gabão renderam-se sem qualquer confronto militar com os Aliados em Port-Gentil.

### Somalilândia Francesa

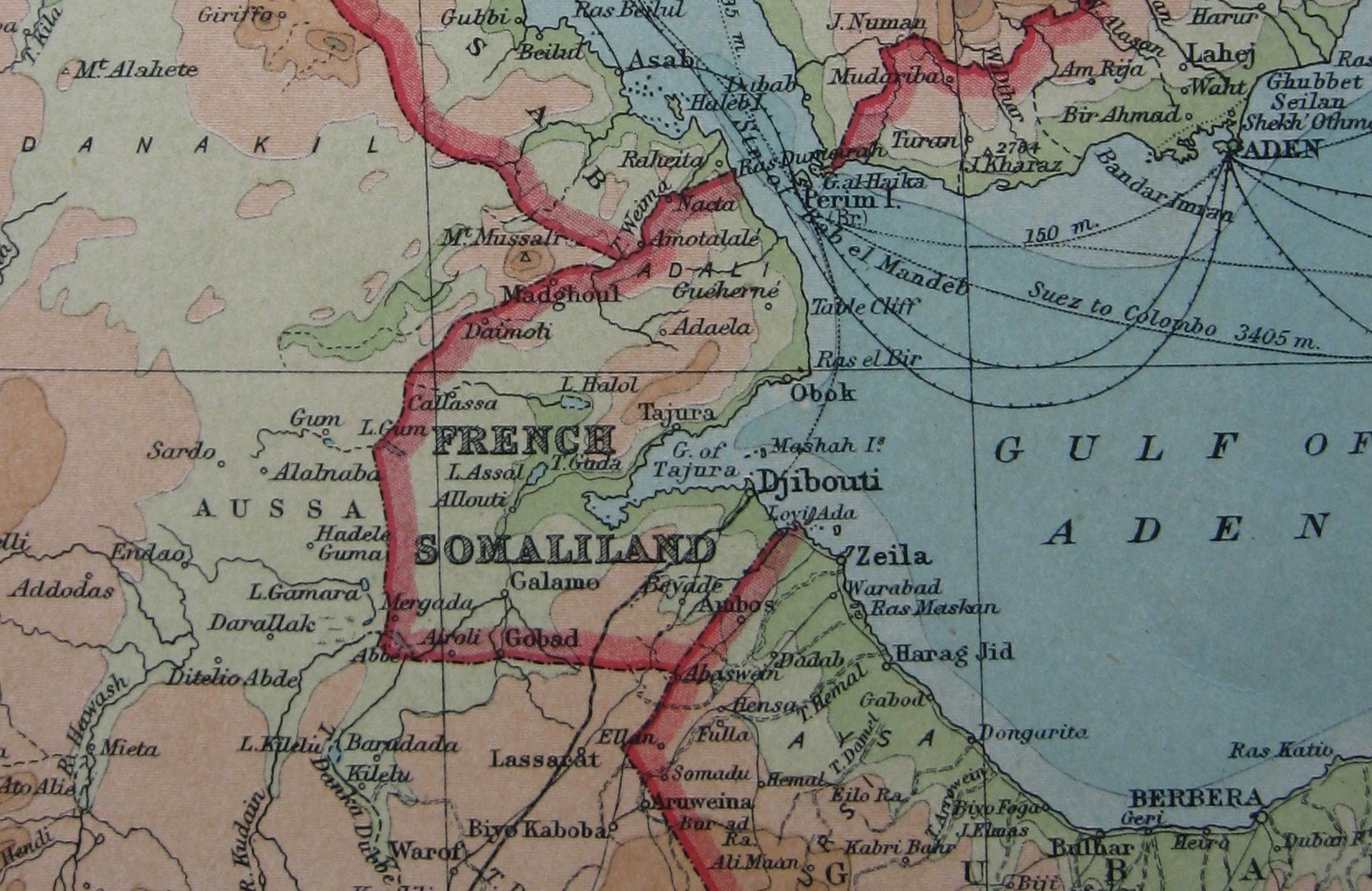
Mapa da Somalilândia Francesa, 1922

O governador da Somalilândia Francesa (atual Djibuti), brigadeiro-general Paul Legentilhomme, tinha uma guarnição de sete batalhões de infantaria senegalesa e somali, três baterias de canhões de campanha, quatro baterias de canhões antiaéreos, uma companhia de tanques leves, quatro companhias de milícias e irregulares, dois pelotões do corpo de camelos e uma variedade de aeronaves. Depois de visitar de 8–13 January de 1940, o general britânico Archibald Wavell decidiu que Legentilhomme comandaria as forças militares em ambas as Somalilândias em caso de guerra contra a Itália.  Em junho, uma força italiana foi reunida para capturar a cidade portuária de Djibuti, a principal base militar.  Após a queda da França em junho, a neutralização das colônias francesas de Vichy permitiu que os italianos se concentrassem na Somalilândia Britânica, menos defendida.  Em 23 de julho, Legentilhomme foi deposto pelo oficial naval pró-Vichy Pierre Nouailhetas e partiu em 5 de agosto para Áden, para se juntar aos Franceses Livres.
Em março de 1941, a aplicação britânica de um regime estrito de contrabando para evitar que os suprimentos fossem repassados aos italianos perdeu o sentido após a conquista da África Oriental italiana. Os britânicos mudaram a política, com o incentivo dos Franceses Livres, para "reunir a Somalilândia Francesa à causa Aliada sem derramamento de sangue". Os franceses livres organizariam uma "reunião voluntária" por meio de propaganda (Operação Marie), e os britânicos bloqueariam a colônia. 
Wavell considerou que se fosse aplicada pressão britânica, uma manifestação pareceria ter sido coagida. Wavell preferiu deixar a propaganda continuar e forneceu uma pequena quantidade de suprimentos sob estrito controle. Quando a política não surtiu efeito, Wavell sugeriu negociações com o governador de Vichy, Louis Nouailhetas, para usar o porto e a ferrovia. A sugestão foi aceite pelo governo britânico, mas devido às concessões concedidas ao regime de Vichy na Síria, foram feitas propostas para invadir a colónia. Em Junho, Nouailhetas recebeu um ultimato, o bloqueio foi reforçado e a guarnição italiana em Assab foi derrotada por uma operação de Aden. Durante seis meses, Nouailhetas permaneceu disposto a conceder concessões sobre o porto e a ferrovia, mas não toleraria a interferência da França Livre. Em outubro, o bloqueio foi revisto, mas o início da guerra contra o Japão em dezembro levou à retirada de todos os navios bloqueados, exceto dois. Em 2 de janeiro de 1942, o governo de Vichy ofereceu o uso do porto e da ferrovia, sujeito ao levantamento do bloqueio, mas os britânicos recusaram e encerraram o bloqueio unilateralmente em março. 

### Síria e Madagáscar
O próximo ponto de conflito entre a Grã-Bretanha e a França de Vichy ocorreu quando uma revolta no Iraque foi reprimida pelas forças britânicas em junho de 1941. As aeronaves da Luftwaffe e da Força Aérea Italiana, passando pela posse francesa da Síria, intervieram nos combates em pequeno número. Isto destacou a Síria como uma ameaça aos interesses britânicos no Médio Oriente. Consequentemente, em 8 de junho, as forças britânicas e da Commonwealth invadiram a Síria e o Líbano; isso ficou conhecido como campanha Síria-Líbano, ou Operação Exportador. A capital síria, Damasco, foi capturada em 17 de junho e a campanha de cinco semanas terminou com a queda de Beirute e a Convenção de Acre (Armistice of Saint Jean d'Acre) em 14 de julho de 1941.
A participação adicional das forças da França Livre na operação síria foi controversa nos círculos Aliados. Aumentou a perspectiva de franceses atirarem contra franceses, aumentando o temor de uma guerra civil. Além disso, acreditava-se que os Franceses Livres eram amplamente insultados nos círculos militares de Vichy e que as forças de Vichy na Síria eram menos propensas a resistir aos britânicos se não fossem acompanhadas por elementos dos Franceses Livres. No entanto, de Gaulle convenceu Churchill a permitir a participação das suas forças, embora de Gaulle tenha sido forçado a concordar com uma proclamação conjunta britânica e francesa livre prometendo que a Síria e o Líbano se tornariam totalmente independentes no final da guerra.
De 5 de maio a 6 de novembro de 1942, as forças britânicas e da Commonwealth conduziram a Operação Ironclad, conhecida como Batalha de Madagascar, a tomada da grande ilha de Madagascar, controlada pelos franceses de Vichy, que os britânicos temiam que as forças japonesas pudessem usar como base para perturbar. comércio e comunicações no Oceano Índico. O desembarque inicial em Diégo-Suarez foi relativamente rápido, embora as forças britânicas tenham demorado mais seis meses para obter o controle de toda a ilha.

### Norte da África Francesa

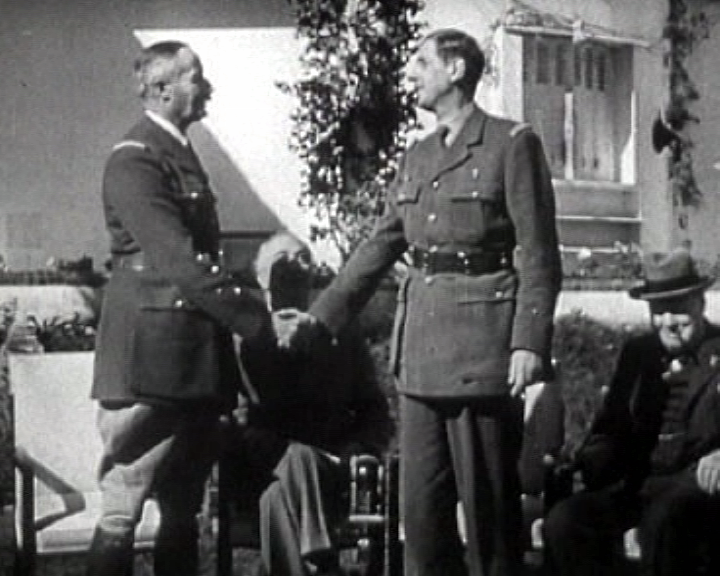
Henri Giraud e de Gaulle durante a Conferência de Casablanca em janeiro de 1943

A Operação Tocha foi a invasão americana e britânica do Norte de África francês (Marrocos, Argélia e Tunísia), iniciada em 8 de novembro de 1942, com desembarques em Marrocos e na Argélia. O objectivo a longo prazo era expulsar as forças alemãs e italianas do Norte de África, reforçar o controlo naval do Mediterrâneo e preparar-se para uma invasão de Itália em 1943. As forças de Vichy resistiram inicialmente, matando 479 forças aliadas e ferindo 720. O almirante François Darlan iniciou a cooperação com os Aliados, que reconheceram a autonomeação de Darlan como Alto Comissário da França (chefe do governo civil) para o Norte e Oeste da África. Ele ordenou que as forças de Vichy parassem de resistir e cooperassem com os Aliados, e eles o fizeram. Quando a Campanha da Tunísia foi travada, as forças francesas no Norte de África passaram para o lado Aliado e juntaram-se aos Franceses Livres.
No Norte de África, após o golpe de 8 de Novembro de 1942 da Resistência Francesa, a maioria das figuras de Vichy foram presas, incluindo o General Alphonse Juin, comandante-chefe no Norte de África, e o Almirante François Darlan. Darlan foi libertado e o general dos EUA Dwight D. Eisenhower finalmente aceitou sua autonomeação como Alto Comissário do Norte da África e da África Ocidental Francesa (Afrique occidentale française, AOF), um movimento que enfureceu de Gaulle, que se recusou a reconhecer o status de Darlan. Depois que Darlan assinou um armistício com os Aliados e tomou o poder no Norte da África, a Alemanha violou o armistício de 1940 com a França e invadiu a França de Vichy em 10 de novembro de 1942 na operação de codinome Case Anton, desencadeando o afundamento da frota francesa em Toulon.
Henri Giraud chegou a Argel em 10 de novembro de 1942 e concordou em subordinar-se ao almirante Darlan como comandante do exército francês da África. Embora Darlan estivesse agora no campo Aliado, ele manteve o sistema repressivo de Vichy no Norte de África, incluindo campos de concentração no sul da Argélia e leis racistas. Os detidos também foram forçados a trabalhar na Ferrovia Transsaariana. Os bens judaicos foram "arianizados" (roubados) e foi criado um serviço especial de Assuntos Judaicos, dirigido por Pierre Gazagne. Numerosas crianças judias foram proibidas de ir à escola, o que nem mesmo Vichy tinha implementado na França metropolitana. Darlan foi assassinado em 24 de dezembro de 1942 em Argel pelo jovem monarquista Bonnier de La Chapelle. Embora de La Chapelle tenha sido membro do grupo de resistência liderado por Henri d'Astier de La Vigerie, acredita-se que ele tenha agido como indivíduo.
Após o assassinato de Darlan, Henri Giraud tornou-se seu sucessor de facto na África Francesa com o apoio dos Aliados. Isso ocorreu através de uma série de consultas entre Giraud e de Gaulle . Este último pretendia exercer uma posição política em França e concordou em ter como comandante-chefe Giraud, que era mais qualificado militarmente. Mais tarde, os americanos enviaram Jean Monnet para aconselhar Giraud e pressioná-lo a revogar as leis de Vichy. Após difíceis negociações, Giraud concordou em suprimir as leis racistas e em libertar os prisioneiros de Vichy dos campos de concentração do sul da Argélia. O decreto de Crémieux, que concedia a cidadania francesa aos judeus na Argélia e tinha sido revogado por Vichy, foi imediatamente restaurado por Gaulle.
Giraud participou da Conferência de Casablanca, com Roosevelt, Churchill e de Gaulle, em janeiro de 1943. Os Aliados discutiram a sua estratégia geral para a guerra e reconheceram a liderança conjunta do Norte de África por Giraud e de Gaulle . Giraud e de Gaulle tornaram-se então co-presidentes do Comitê Francês de Libertação Nacional, que unificou as Forças Francesas Livres e os territórios por eles controlados e havia sido fundado no final de 1943. O regime democrático para a população europeia foi restaurado na Argélia Francesa, e os comunistas e judeus libertados dos campos de concentração.
No final de abril de 1945,  Pierre Gazagne, secretário do governo geral chefiado por Yves Chataigneau, aproveitou sua ausência para exilar o líder antiimperialista Messali Hadj e prender os líderes de seu Partido Popular Argelino (PPA). No dia da Libertação da França, o GPRF reprimiria duramente uma rebelião na Argélia durante o massacre de Sétif de 8 de maio de 1945, que foi caracterizado por alguns historiadores como o "verdadeiro início da Guerra da Argélia".

## Colaboração com a Alemanha Nazista

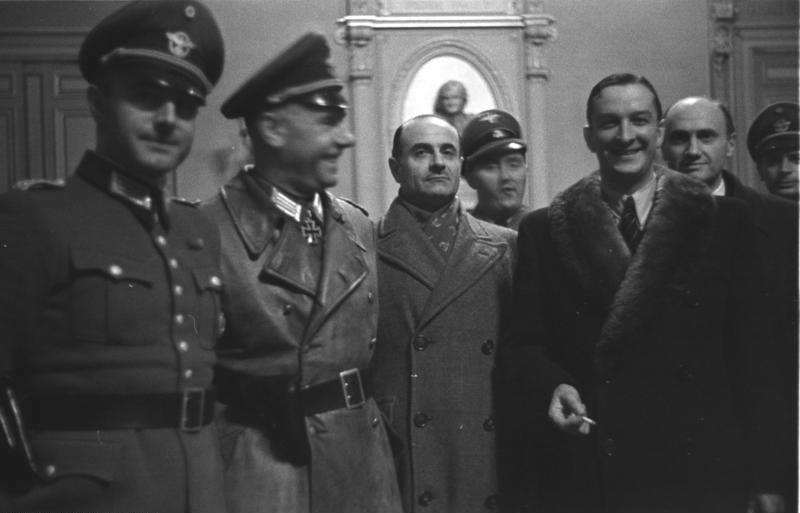
23 de janeiro de 1943: encontro alemão-francês de Vichy em Marselha. SS-Sturmbannführer Bernhard Griese, Marcel Lemoine (préfet regional), Rolf Mühler (Comandante da Sicherheitspolizei de Marselha); rindo: René Bousquet (Secretário Geral da Polícia Nacional Francesa criada em 1941), criador dos GMRs; atrás: Louis Darquier de Pellepoix (Comissário para Assuntos Judaicos).

Vichy é frequentemente descrita como um estado-fantoche alemão, embora também tenha sido argumentado que tinha uma agenda própria.
Os historiadores distinguem entre a colaboração estatal seguida pelo regime de Vichy e os "colaboracionistas", que eram cidadãos franceses ansiosos por colaborar com a Alemanha e que pressionaram para uma radicalização do regime. Os Pétainistes, por outro lado, apoiavam diretamente o marechal Pétain e não a Alemanha (embora aceitassem a colaboração estatal de Pétain). A colaboração estatal foi selada pela entrevista de Montoire (Loir-et-Cher) no comboio de Hitler em 24 de Outubro de 1940, durante a qual Pétain e Hitler apertaram as mãos e concordaram na cooperação entre os dois estados. Organizada por Pierre Laval, um forte defensor da colaboração, a entrevista e o aperto de mão foram fotografados e explorados pela propaganda nazista para obter o apoio da população civil. Em 30 de outubro de 1940, Pétain oficializou a colaboração estatal, declarando na rádio: “Entro hoje no caminho da colaboração”. Em 22 de junho de 1942, Laval declarou que "esperava pela vitória da Alemanha". O desejo sincero de colaborar não impediu o governo de Vichy de organizar a prisão e até mesmo a execução de espiões alemães que entravam na zona de Vichy.
A composição e as políticas do gabinete de Vichy eram mistas. Muitos funcionários de Vichy, como Pétain, eram reacionários que sentiam que o destino infeliz da França era resultado do seu caráter republicano e das ações dos seus governos de esquerda da década de 1930, em particular da Frente Popular (1936-1938) liderada por Léon Blum. Charles Maurras, escritor monarquista e fundador do movimento Action Française, considerou que a ascensão de Pétain ao poder foi, nesse aspecto, uma "surpresa divina", e muitas pessoas da sua opinião acreditaram que era preferível ter um governo autoritário semelhante ao de A Espanha de Francisco Franco, mesmo que sob o jugo da Alemanha, do que ter um governo republicano. Outros, como Joseph Darnand, eram fortes antissemitas e simpatizantes declarados do nazismo. Vários deles juntaram-se às unidades da Légion des Volontaires Français contre le Bolchévisme (Legião de Voluntários Franceses Contra o Bolchevismo) que lutavam na Frente Oriental, tornando-se mais tarde a Divisão SS Charlemagne.
Por outro lado, tecnocratas como Jean Bichelonne e engenheiros do Groupe X-Crise usaram a sua posição para impulsionar várias reformas estatais, administrativas e económicas. Estas reformas foram citadas como prova da continuidade da administração francesa antes e depois da guerra. Muitos destes funcionários públicos e as reformas que defendiam foram mantidos após a guerra. Tal como as necessidades de uma economia de guerra durante a Primeira Guerra Mundial impulsionaram medidas estatais para reorganizar a economia de França contra as teorias liberais clássicas prevalecentes – estruturas mantidas após o Tratado de Versalhes de 1919 – as reformas adoptadas durante a Segunda Guerra Mundial foram mantidas e alargadas. . Juntamente com a Carta de 15 de Março de 1944 do Conseil National de la Résistance (CNR), que reuniu todos os movimentos da Resistência sob um único corpo político unificado, estas reformas foram um instrumento primário no estabelecimento do dirigismo do pós-guerra, uma espécie de regime semi-planeado. economia que levou a França a se tornar uma democracia social moderna. Um exemplo de tais continuidades é a criação da Fundação Francesa para o Estudo dos Problemas Humanos por Alexis Carrel, um renomado médico que também apoiou a eugenia. Esta instituição foi renomeada como Instituto Nacional de Estudos Demográficos (INED) após a guerra e existe até hoje. Outro exemplo é a criação do instituto nacional de estatística, renomeado INSEE após a Libertação.
A reorganização e unificação da polícia francesa por René Bousquet, que criou os groupes mobiles de réserve (GMR, Reserve Mobile Groups), é outro exemplo de reforma e reestruturação política de Vichy mantida pelos governos subsequentes. Uma força policial paramilitar nacional, a GMR foi ocasionalmente utilizada em ações contra a Resistência Francesa, mas o seu principal objetivo era fazer cumprir a autoridade de Vichy através da intimidação e repressão da população civil. Após a Libertação, algumas de suas unidades foram fundidas com o Exército Francês Livre para formar as Compagnies Républicaines de Sécurité (CRS, Empresas Republicanas de Segurança), a principal força anti-motim da França.

### Políticas raciais e colaboração

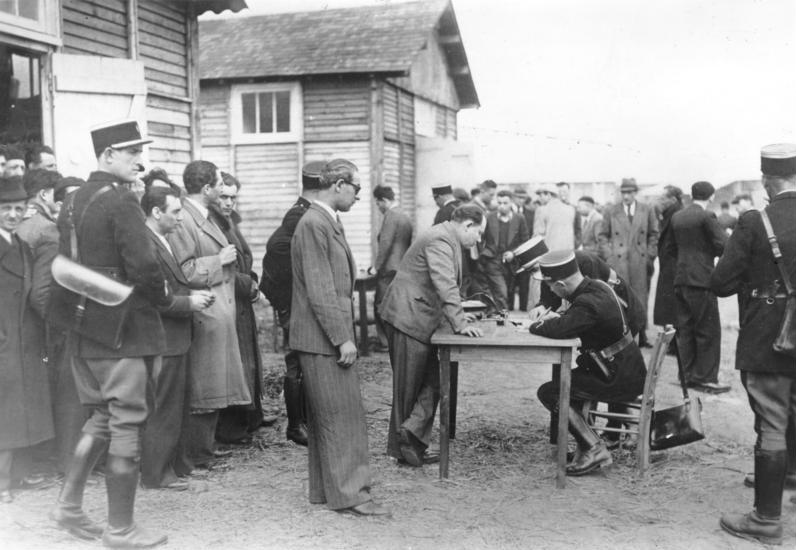
Polícia francesa registra novos presos no campo de Pithiviers

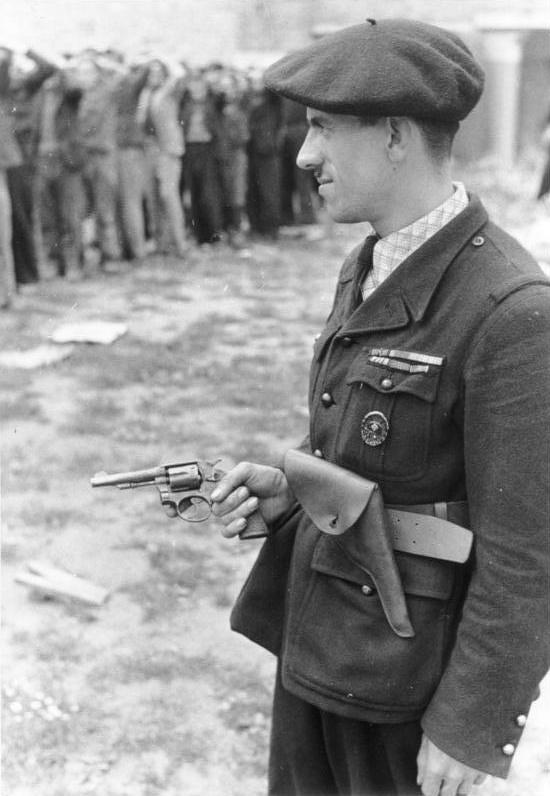
Milice francesa protegendo detidos

A Alemanha interferiu pouco nos assuntos internos franceses durante os primeiros dois anos após o armistício, desde que a ordem pública fosse mantida.  Assim que foi estabelecido, o governo de Pétain tomou voluntariamente medidas contra "indesejáveis": judeus, métèques (imigrantes de países mediterrâneos), maçons, comunistas, ciganos, homossexuais, e ativistas de esquerda. Inspirado pela concepção de Charles Maurras da "Anti-França" (que ele definiu como os "quatro estados confederados de protestantes, judeus, maçons e estrangeiros"), Vichy perseguiu esses supostos inimigos.
Em julho de 1940, Vichy criou uma comissão especial encarregada de rever as naturalizações concedidas desde a reforma da lei da nacionalidade de 1927. Entre junho de 1940 e agosto de 1944, 15 mil pessoas, a maioria judeus, foram desnaturalizadas. Esta decisão burocrática foi fundamental para a sua posterior internação na rodada do bilhete verde.
Os campos de internamento em França inaugurados pela Terceira República foram imediatamente reaproveitados, tornando-se em última análise campos de trânsito para a implementação do Holocausto e o extermínio de todos os indesejáveis, incluindo o povo cigano (que se refere ao extermínio dos ciganos como Porrajmos). Uma lei de Vichy de 4 de outubro de 1940 autorizou o internamento de judeus estrangeiros apenas com base numa ordem da prefeitura, e os primeiros ataques ocorreram em maio de 1941. Vichy não impôs restrições aos negros na Zona Desocupada; o regime tinha até um ministro mestiço, o advogado nascido na Martinica, Henry Lémery.
A Terceira República abriu campos de concentração pela primeira vez durante a Primeira Guerra Mundial para o internamento de estrangeiros inimigos e mais tarde utilizou-os para outros fins. Campo de concentração de Gurs, por exemplo, havia sido criado no sudoeste da França após a queda da Catalunha, nos primeiros meses de 1939, durante a Guerra Civil Espanhola (1936–1939), para receber os refugiados republicanos, incluindo brigadistas de todas as nações, fugindo os franquistas . Depois que o governo de Édouard Daladier (abril de 1938 - março de 1940) tomou a decisão de proibir o Partido Comunista Francês (PCF) após a assinatura do pacto de não agressão germano-soviético (o Pacto Molotov-Ribbentrop) em agosto de 1939, esses campos também foram usados para internar comunistas franceses. O campo de internamento de Drancy foi fundado em 1939 para este uso; mais tarde, tornou-se o campo de trânsito central por onde passavam todos os deportados a caminho dos campos de concentração e extermínio no Terceiro Reich e na Europa Oriental. Quando a Guerra Falsa começou com a declaração de guerra da França contra a Alemanha em 3 de setembro de 1939, esses campos foram usados para internar estrangeiros inimigos. Estes incluíam judeus alemães e antifascistas, mas qualquer cidadão alemão (ou outro cidadão do Eixo ) também poderia ser internado em Camp Gurs e outros. À medida que a Wehrmacht avançava para o norte da França, prisioneiros comuns evacuados das prisões também eram internados nestes campos. Camp Gurs recebeu seu primeiro contingente de presos políticos em junho de 1940. Incluía activistas de esquerda (comunistas, anarquistas, sindicalistas, antimilitaristas) e pacifistas, bem como fascistas franceses que apoiavam a Itália e a Alemanha. Finalmente, após a proclamação do "Estado francês" por Pétain e o início da implementação da "Révolution nationale" (Revolução Nacional), a administração francesa abriu muitos campos de concentração, a tal ponto que, como escreve o historiador Maurice Rajsfus, "O a rápida abertura de novos campos criou empregos, e a Gendarmaria nunca deixou de contratar durante este período."
Foram levantadas suspeitas entre prefeitos e funcionários da polícia pelo Ministro do Interior de Vichy quanto às intenções dos homens que trabalhavam nos campos. Muitos eram suspeitos de manter laços com grupos antifascistas, bem como com os florescentes maquis e grupos de resistência, em particular nos departamentos do sul. O Ministro do Interior de Vichy escreveu em 1942; "Fui informado de que os Travailleurs Étrangers...continuam a ser centros de mobilização em nome da revolução. Os líderes responsáveis pelas actividades comunistas têm recrutado entre os republicanos espanhóis...que, durante a guerra civil no seu próprio país, mostraram que são capazes de fornecer o núcleo de um exército insurrecional".
Além dos presos políticos já detidos lá, Gurs foi então usado para internar judeus estrangeiros, apátridas e ciganos. Indesejáveis sociais, como homossexuais e prostitutas, também foram internados. Vichy abriu o seu primeiro campo de internamento na zona norte em 5 de outubro de 1940, em Aincourt, no departamento de Seine-et-Oise, que rapidamente encheu de membros do PCF. As Salinas Reais de Arc-et-Senans, em Doubs, eram usadas para internar ciganos. O Camp des Milles, perto de Aix-en-Provence, era o maior campo de internamento do sudeste da França; dois mil e quinhentos judeus foram deportados de lá após os ataques de agosto de 1942. Os exilados espanhóis republicanos e antifascistas que haviam buscado refúgio na França após a vitória nacionalista na Guerra Civil Espanhola foram então deportados, e 5.000 deles morreram no campo de concentração de Mauthausen. Em contraste, os soldados coloniais franceses foram internados pelos alemães em território francês em vez de serem deportados.
Além dos campos de concentração abertos por Vichy, os alemães também abriram alguns Ilags (Internierungslager) para a detenção de estrangeiros inimigos em território francês; na Alsácia, que estava sob administração direta do Reich, abriram o campo de Natzweiler, único campo de concentração criado pelos nazistas em território francês. Natzweiler incluiu uma câmara de gás, que foi usada para exterminar pelo menos 86 detidos (a maioria judeus) com o objetivo de obter uma coleção de esqueletos intactos para uso do professor nazista August Hirt.
O governo de Vichy tomou uma série de medidas com motivação racial. Em Agosto de 1940, as leis contra o anti-semitismo nos meios de comunicação social (a Lei Marchandeau) foram revogadas, enquanto o decreto n.º 1775, de 5 de Setembro de 1943, desnaturalizou vários cidadãos franceses, em particular judeus da Europa de Leste. Os estrangeiros foram presos em "Grupos de Trabalhadores Estrangeiros" ( groupements de travailleurs étrangers ) e, tal como aconteceu com as tropas coloniais, utilizados pelos alemães como mão-de-obra. A lei de Outubro sobre o estatuto dos judeus excluiu-os da administração civil e de inúmeras outras profissões.
Vichy também promulgou leis raciais nos seus territórios no Norte de África. “A história do Holocausto nas três colónias francesas do Norte de África (Argélia, Marrocos e Tunísia) está intrinsecamente ligada ao destino da França durante este período.” 
No que diz respeito à contribuição económica para a economia alemã, estima-se que a França forneceu 42% do total da ajuda externa.

#### Políticas de eugenia
Em 1941, o ganhador do Prêmio Nobel Alexis Carrel, um dos primeiros defensores da eugenia e da eutanásia e membro do Partido Popular Francês (PPF) de Jacques Doriot,  defendeu a criação da Fundação Francesa para o Estudo dos Problemas Humanos (Fondation Française pour l'Étude des Problèmes Humains), através de ligações ao armário Pétain. Encarregada de “estudar, em todas as suas vertentes, as medidas destinadas a salvaguardar, melhorar e desenvolver a população francesa em todas as suas atividades”, a Fundação foi criada por decreto do regime colaboracionista de Vichy em 1941, e Carrel foi nomeado como "regente". A Fundação também teve durante algum tempo como secretário-geral François Perroux.
A Fundação esteve por trás da Lei de 16 de Dezembro de 1942 que obrigava a "certidão pré-nupcial", que exigia que todos os casais que procurassem casamento se submetessem a um exame biológico, para garantir a "boa saúde" dos cônjuges, em particular no que diz respeito a doenças sexualmente transmissíveis (DSTs) e "higiene da vida". O instituto de Carrel também concebeu o "livreto acadêmico" ("livret scolaire"), que poderia ser usado para registrar as notas dos alunos nas escolas secundárias francesas e, assim, classificá-los e selecioná-los de acordo com o desempenho escolar. Além dessas atividades eugênicas destinadas a classificar a população e melhorar sua saúde, a Fundação também apoiou uma lei de 11 de outubro de 1946 que institui a medicina ocupacional, promulgada pelo Governo Provisório da República Francesa (GPRF) após a Libertação.
A Fundação iniciou estudos sobre demografia (Robert Gessain, Paul Vincent, Jean Bourgeois), nutrição (Jean Sutter) e habitação (Jean Merlet), bem como as primeiras pesquisas (Jean Stoetzel). A fundação, que depois da guerra se tornou o instituto de demografia do INED, empregou 300 investigadores desde o verão de 1942 até ao final do outono de 1944. “A fundação foi constituída como instituição pública sob a supervisão conjunta dos ministérios das finanças e da saúde pública. Foi-lhe concedida autonomia financeira e um orçamento de quarenta milhões de francos, cerca de um franco por habitante: um verdadeiro luxo tendo em conta os encargos impostos pela Ocupação alemã sobre os recursos do país. A título de comparação, todo o Centre National de la Recherche Scientifique (CNRS) recebeu um orçamento de cinquenta milhões de francos."

Alexis Carrel já havia publicado em 1935 o livro best-seller L'Homme, cet inconnu ("Cara, este desconhecido"). Desde o início da década de 1930, Carrel defendeu o uso de câmaras de gás para livrar a humanidade de sua “espécie inferior, endossando o discurso científico do racismo. Um dos fundadores dessas teorias pseudocientíficas foi Arthur de Gobineau em seu ensaio de 1853-1855 intitulado "Um Ensaio sobre a Desigualdade das Raças Humanas". No prefácio de 1936 à edição alemã do seu livro, Alexis Carrel acrescentou um elogio às políticas eugénicas do Terceiro Reich, escrevendo o seguinte:
O governo alemão tomou medidas enérgicas contra a propagação dos deficientes, dos doentes mentais e dos criminosos. A solução ideal seria a supressão de cada um desses indivíduos assim que ele se mostrasse perigoso.
Carrel também escreveu isso em seu livro:
O condicionamento dos pequenos criminosos com o chicote, ou algum procedimento mais científico, seguido de uma curta permanência no hospital, provavelmente seria suficiente para garantir a ordem. Aqueles que assassinaram, roubaram armados com pistolas automáticas ou metralhadoras, raptaram crianças, despojaram as poupanças dos pobres, enganaram o público em questões importantes, deveriam ser eliminados de forma humana e económica em pequenas instituições de eutanásia abastecidas com gases adequados. Um tratamento semelhante poderia ser aplicado com vantagem aos loucos, culpados de atos criminosos.
Alexis Carrel também participou activamente num simpósio em Pontigny organizado por Jean Coutrot, o " Entretiens de Pontigny". Estudiosos como Lucien Bonnafé, Patrick Tort e Max Lafont acusaram Carrel de responsabilidade pela execução de milhares de pacientes com doenças mentais ou deficiências sob Vichy.

#### Leis antissemitas
Um decreto nazista datado de 21 de setembro de 1940 forçou os judeus da zona ocupada a se declararem como tal em uma delegacia de polícia ou subprefeituras (sous-préfectures). Sob a responsabilidade de André Tulard, chefe do Serviço de Estrangeiros e Questões Judaicas da Prefeitura de Polícia de Paris, foi criado um sistema de arquivo para registrar o povo judeu. Tulard já havia criado tal sistema de arquivamento na Terceira República, registrando membros do Partido Comunista (PCF). No departamento do Sena, que abrange Paris e os seus subúrbios imediatos, cerca de 150.000 pessoas, inconscientes do perigo iminente e assistidas pela polícia, apresentaram-se em esquadras de polícia de acordo com a ordem militar. As informações registradas foram então centralizadas pela polícia francesa, que construiu, sob a direção do inspetor Tulard, um sistema central de arquivamento. Segundo o relatório Dannecker, “este sistema de arquivo é subdividido em arquivos classificados em ordem alfabética, judeus de nacionalidade francesa e judeus estrangeiros com arquivos de cores diferentes, sendo os arquivos também classificados, de acordo com profissão, nacionalidade e rua [de residência]”. Esses arquivos foram então entregues a Theodor Dannecker, chefe da Gestapo na França, sob as ordens de Adolf Eichmann, chefe do RSHA IV-D. Eles foram usados pela Gestapo em vários ataques, entre eles o ataque de agosto de 1941 no 11º arrondissement de Paris, que resultou em 3.200 estrangeiros e 1.000 judeus franceses sendo internados em vários campos, incluindo Drancy.
Em 3 de outubro de 1940, o governo de Vichy promulgou a Lei sobre o estatuto dos judeus, que criou uma subclasse especial de cidadãos judeus franceses. A lei excluía os judeus da administração, das forças armadas, do entretenimento, das artes, da mídia e de certas profissões, como ensino, direito e medicina. No dia seguinte, foi assinada uma lei relativa aos judeus estrangeiros, autorizando a sua detenção. Um Comissariado Geral para Assuntos Judaicos (CGQJ, Commissariat Général aux Questions Juives) foi criado em 29 de março de 1941. Foi dirigido por Xavier Vallat até maio de 1942 e depois por Darquier de Pellepoix até fevereiro de 1944. Espelhando a Associação dos Judeus do Reich, foi fundada a Union générale des israélites de France.
A polícia supervisionou o confisco de telefones e rádios de lares judaicos e impôs um toque de recolher aos judeus a partir de fevereiro de 1942. Eles também impuseram exigências para que os judeus não aparecessem em locais públicos e viajassem apenas no último vagão do metrô parisiense.
Junto com muitos policiais franceses, André Tulard esteve presente no dia da inauguração do campo de internamento de Drancy em 1941, que foi usado em grande parte pela polícia francesa como campo central de trânsito para detidos capturados na França. Todos os judeus e outros “indesejáveis” passaram por Drancy antes de seguirem para Auschwitz e outros campos.

### Reunião de Vel' d'Hiv de julho de 1942

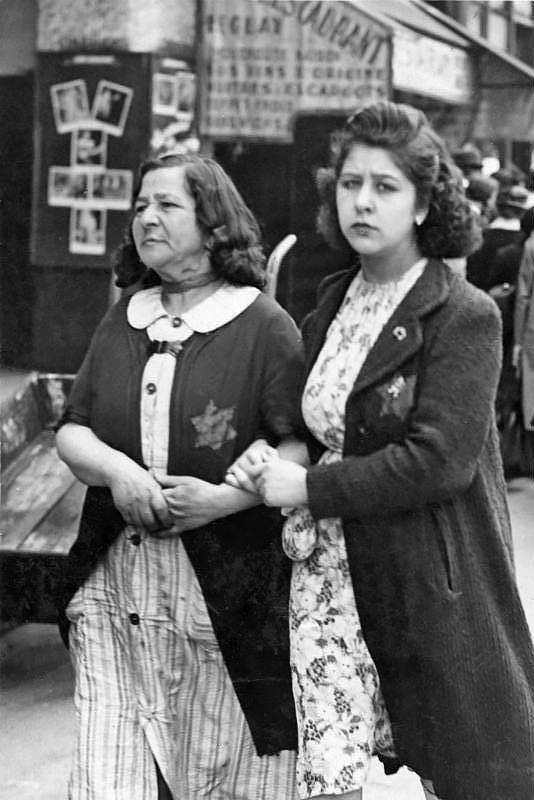
Duas mulheres judias na Paris ocupada usando estrelas amarelas antes das prisões em massa

Em julho de 1942, sob ordens alemãs, a polícia francesa organizou o Vel' d'Hiv Roundup (Rafle du Vel' d'Hiv) sob as ordens de René Bousquet e do seu segundo em Paris, Jean Leguay, com a cooperação das autoridades da SNCF, a empresa ferroviária estatal. A polícia prendeu 13.152 judeus, incluindo 4.051 crianças – que a Gestapo não pediu – e 5.082 mulheres, nos dias 16 e 17 de julho, e as encarcerou no Vélodrome d'Hiver (Velódromo de Inverno) em condições anti-higiênicas. Eles foram levados ao campo de internamento de Drancy (administrado pelo nazista Alois Brunner e pela polícia francesa) e amontoados em vagões de carga e enviados de trem para Auschwitz. A maioria das vítimas morreu no caminho devido à falta de comida ou água. Os sobreviventes restantes foram enviados para as câmaras de gás. Só esta acção representou mais de um quarto dos 42.000 judeus franceses enviados para campos de concentração em 1942, dos quais apenas 811 regressariam após o fim da guerra. Embora a VT nazista (Verfügungstruppe) tivesse dirigido a ação, as autoridades policiais francesas participaram vigorosamente. “Não houve resistência policial eficaz até o final da primavera de 1944”, escreveram os historiadores Jean-Luc Einaudi e Maurice Rajsfus.

### Ataques de agosto de 1942 e janeiro de 1943
A polícia francesa, chefiada por Bousquet, prendeu 7.000 judeus na zona sul em agosto de 1942. 2.500 deles transitaram pelo Camp des Milles, perto de Aix-en-Provence, antes de ingressar em Drancy. Então, nos dias 22, 23 e 24 de janeiro de 1943, auxiliados pela força policial de Bousquet, os alemães organizaram uma operação em Marselha. Durante a Batalha de Marselha, a polícia francesa verificou os documentos de identidade de 40 mil pessoas, e a operação enviou 2 mil marselhas nos trens da morte, levando aos campos de extermínio. A operação também envolveu a expulsão de um bairro inteiro (30 mil pessoas) no Porto Velho antes de sua destruição. Para esta ocasião, o SS-Gruppenführer Karl Oberg, encarregado da Polícia Alemã na França, fez a viagem desde Paris e transmitiu a Bousquet as ordens recebidas diretamente de Heinrich Himmler. É outro caso notável de colaboração voluntária da polícia francesa com os nazistas.

### Número de mortos judeus
Em 1940, aproximadamente 350 mil judeus viviam na França metropolitana, menos da metade deles com cidadania francesa (sendo os demais estrangeiros, em sua maioria exilados da Alemanha durante a década de 1930). Cerca de 200 mil deles, e a grande maioria de judeus estrangeiros, residiam em Paris e arredores. Entre os 150 mil judeus franceses, cerca de 30 mil, geralmente nativos da Europa Central, foram naturalizados franceses durante a década de 1930. Do total, aproximadamente 25 mil judeus franceses e 50 mil judeus estrangeiros foram deportados. Segundo o historiador Robert Paxton, 76 mil judeus foram deportados e morreram em campos de concentração e extermínio. Incluindo os judeus que morreram em campos de concentração na França, isto teria percorrido um número total de 90.000 mortes de judeus (um quarto da população judaica total antes da guerra, segundo a sua estimativa). Os números de Paxton implicam que 14.000 judeus morreram em campos de concentração franceses, mas o censo sistemático de judeus deportados da França (cidadãos ou não) elaborados sob o comando de Serge Klarsfeld concluiu que 3.000 morreram em campos de concentração franceses e mais 1.000 foram baleados. Dos cerca de 76 mil deportados, 2.566 sobreviveram. O total assim relatado é ligeiramente inferior a 77.500 mortos (um pouco menos de um quarto da população judaica na França em 1940). Mais da metade dos judeus deportados da França eram de Paris, com a maioria desses judeus parisienses sendo levados sob custódia pela Prefeitura de Polícia de Paris, e não pelos alemães.
Proporcionalmente, qualquer um dos números representa um número de mortes menor do que em alguns outros países (na Holanda, 75% da população judaica foi assassinada). Este fato tem sido usado como argumento pelos defensores de Vichy; segundo Paxton, o número teria sido muito menor se o "Estado francês" não tivesse colaborado deliberadamente com a Alemanha, que carecia de pessoal para as atividades policiais. Durante a captura de Vel' d'Hiv em julho de 1942, Laval ordenou a deportação de crianças, contra ordens explícitas da Alemanha. Paxton destacou que se o número total de vítimas não foi maior, foi devido à escassez de vagões, à resistência da população civil e à deportação para outros países (nomeadamente na Itália).

### Responsabilidade governamental

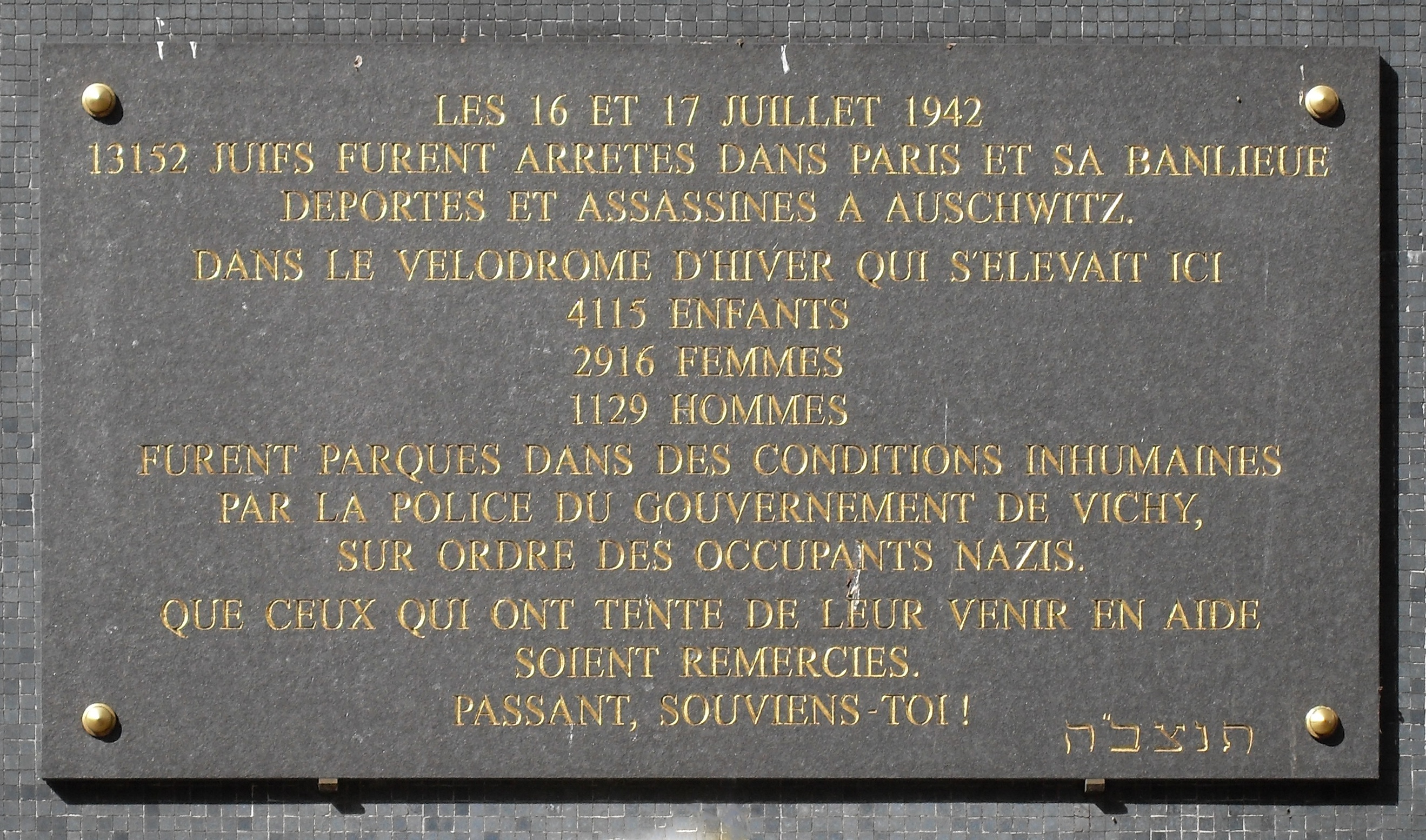
Placa em homenagem às vítimas detidas no Vel' d'Hiv após a prisão de judeus em Paris, de 16 a 17 de julho de 1942

Durante décadas, o governo francês argumentou que a República Francesa tinha sido desmantelada quando Philippe Pétain instituiu um novo Estado Francês durante a guerra e que a República tinha sido restabelecida quando a guerra acabou. Não cabia à República, portanto, pedir desculpa por factos ocorridos enquanto ela não existia e que foram levados a cabo por um Estado que não reconhecia. Por exemplo, o antigo presidente François Mitterrand sustentou que o governo de Vichy, e não a República Francesa, era o responsável. Esta posição foi reiterada mais recentemente por Marine Le Pen, líder do Partido da Frente Nacional, durante a campanha eleitoral de 2017.
A primeira admissão oficial de que o Estado francês tinha sido cúmplice na deportação de 76.000 judeus durante a Segunda Guerra Mundial foi feita em 1995 pelo então presidente Jacques Chirac, no local do Vélodrome d'Hiver, onde 13.000 judeus foram detidos para deportação para campos de extermínio em julho de 1942. "A França, naquele dia [16 de julho de 1942], cometeu o irreparável. Quebrando a sua palavra, entregou aqueles que estavam sob a sua proteção aos seus algozes", disse ele. Os responsáveis pela batida foram "450 policiais e gendarmes, franceses, sob a autoridade de seus líderes [que] obedeceram às exigências dos nazistas... a loucura criminosa dos ocupantes foi apoiada pelos franceses, pelo Estado Francês".
Em 16 de julho de 2017, também numa cerimónia no local Vel' d'Hiv, o Presidente Emmanuel Macron denunciou o papel do país no Holocausto em França e o revisionismo histórico que negou a responsabilidade da França pela prisão de 1942 e subsequente deportação de 13.000 judeus. “Foi de facto a França que organizou isto”, insistiu Macron, com a polícia francesa a colaborar com os nazis. "Nem um único alemão" esteve diretamente envolvido", acrescentou. Macron foi ainda mais específico do que Chirac ao afirmar que o governo durante a guerra foi certamente o da França. "É conveniente ver o regime de Vichy como nascido do nada, voltou ao nada. Sim, é conveniente, mas é falso. Não podemos construir orgulho sobre uma mentira."
Macron fez uma referência subtil à observação de Chirac quando acrescentou: "Digo-o novamente aqui. Foi de facto a França que organizou a prisão, a deportação e, portanto, para quase todos, a morte".

## Collaborationnistes

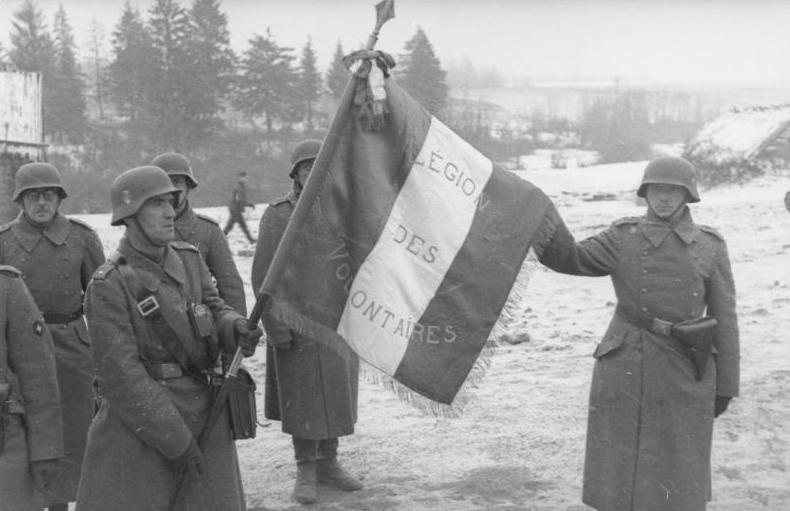
Légion des Volontaires lutando com o Eixo na Frente Oriental

Stanley Hoffmann em 1974 e depois outros historiadores como Robert Paxton e Jean-Pierre Azéma usaram o termo collaborationnistes para se referirem a fascistas e simpatizantes nazis que, por razões ideológicas, desejavam uma colaboração reforçada com a Alemanha de Hitler. Exemplos são o líder do Parti Populaire Français (PPF) Jacques Doriot, o escritor Robert Brasillach ou Marcel Déat. A principal motivação e fundamento ideológico entre os collaborationnistes era o anticomunismo.
Collaborationnisme (Colaboracionismo) deve ser diferenciado de colaboração. O Collaborationnisme refere-se àqueles, principalmente da direita fascista, que abraçaram o objetivo de uma vitória alemã como se fosse seu, enquanto a colaboração se refere aos franceses que por qualquer motivo colaboraram com os alemães. Organizações como La Cagoule opuseram-se à Terceira República, especialmente enquanto a Frente Popular de esquerda estava no poder.
Os colaboracionistas podem ter influenciado as políticas do governo de Vichy, mas os ultra-colaboracionistas nunca constituíram a maioria do governo antes de 1944.
Para fazer cumprir a vontade do regime, foram criadas algumas organizações paramilitares. Um exemplo foi a  Légion Française des Combattants (LFC) (Legião Francesa de Combatentes), incluindo inicialmente apenas ex-combatentes, mas rapidamente adicionando Amis de la Légion e cadetes da Légion, que nunca tinham visto uma batalha, mas apoiavam o regime de Pétain. O nome foi então rapidamente alterado para Légion Française des Combattants et des volontaires de la Révolution Nationale (Legião Francesa de Lutadores e Voluntários da Revolução Nacional). Joseph Darnand criou um Service d'Ordre Légionnaire (SOL), que consistia principalmente de apoiadores franceses dos nazistas e foi totalmente aprovado por Pétain.

## História social e econômica

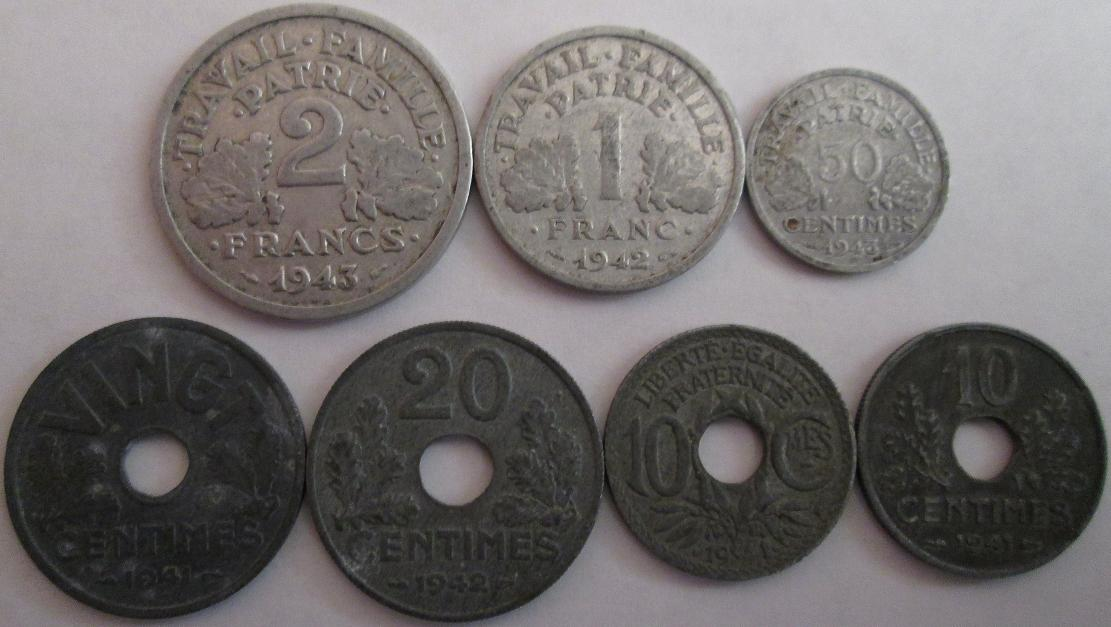
As moedas francesas de zinco e alumínio de Vichy feitas durante a guerra circularam tanto na zona ocupada pelos alemães quanto na zona desocupada de Vichy.

As autoridades de Vichy opuseram-se fortemente às tendências sociais "modernas" e tentaram a "regeneração nacional" para restaurar um comportamento mais alinhado com o catolicismo tradicional. Philip Manow argumentou que "Vichy representa a solução autoritária e antidemocrática que a direita política francesa, em coligação com a hierarquia da Igreja nacional, procurou repetidamente durante o período entre guerras e quase pôs em prática em 1934". Apelando à “regeneração nacional”, Vichy reverteu muitas políticas liberais e iniciou uma supervisão rigorosa da economia, com o planeamento central como característica fundamental.
Os sindicatos ficaram sob rígido controle governamental. Não houve eleições. A independência das mulheres foi revertida, com ênfase na maternidade. As agências governamentais tiveram que demitir funcionárias casadas. Os católicos conservadores tornaram-se proeminentes. Paris perdeu o seu estatuto de vanguarda na arte e na cultura europeias. Os meios de comunicação social eram rigidamente controlados e enfatizavam o anti-semitismo virulento e, depois de Junho de 1941, o anti-bolchevismo. Hans Petter Graver escreveu que Vichy "é notório por sua promulgação de leis e decretos anti-semitas, e todos estes foram aplicados lealmente pelo judiciário".

### Economia

Cartaz da era Vichy pedindo voluntários para trabalhar na Alemanha em troca de prisioneiros de guerra franceses.

A retórica de Vichy exaltava o trabalhador qualificado e o pequeno empresário. Na prática, as necessidades de matérias-primas dos artesãos foram negligenciadas em favor das grandes empresas. A Comissão Geral da Organização do Comércio (CGOC) era um programa nacional para modernizar e profissionalizar as pequenas empresas.
Em 1940, o governo assumiu o controle direto de toda a produção, sincronizada com as demandas alemãs. Substituiu os sindicatos livres por sindicatos estatais obrigatórios que ditavam a política laboral sem ter em conta a voz ou as necessidades dos trabalhadores. O controlo burocrático centralizado da economia francesa não foi um sucesso, à medida que as exigências alemãs se tornaram mais pesadas e irrealistas, a resistência passiva e as ineficiências multiplicaram-se e os bombardeiros aliados atingiram os pátios ferroviários. Vichy elaborou os primeiros planos abrangentes de longo prazo para a economia francesa, mas o governo nunca tentou uma visão abrangente. O governo provisório de De Gaulle em 1944-45 utilizou discretamente os planos de Vichy como base para o seu próprio programa de reconstrução. O Plano Monnet de 1946 colheu a herança dos esforços anteriores de planeamento na década de 1930, de Vichy, da Resistência e do Governo Provisório. O plano de Monnet para modernizar a economia foi concebido para melhorar a posição competitiva do país, de modo a prepará-lo para a participação num sistema multilateral aberto e, assim, reduzir a necessidade de protecção comercial.

#### Trabalho forçado
A Alemanha Nazista manteve prisioneiros de guerra franceses como trabalhadores forçados durante a guerra. Acrescentaram trabalhadores obrigatórios e voluntários das nações ocupadas, especialmente nas fábricas metalúrgicas. A escassez de voluntários levou o governo de Vichy a aprovar uma lei em Setembro de 1942 que efectivamente deportava trabalhadores para a Alemanha, onde representavam 15% da força de trabalho em Agosto de 1944. O maior número trabalhava na gigante siderúrgica Krupp em Essen. Os baixos salários, as longas horas de trabalho, os bombardeamentos frequentes e os abrigos antiaéreos sobrelotados somaram-se às condições desagradáveis de habitação precária, aquecimento inadequado, alimentação limitada e cuidados médicos precários, tudo agravado pela dura disciplina nazi. Os trabalhadores finalmente voltaram para casa no verão de 1945. O projecto de trabalho forçado encorajou a Resistência Francesa e minou o governo de Vichy.

#### Escassez de alimentos
Os civis sofreram escassez de todas as variedades de bens de consumo. O sistema de racionamento era rigoroso e mal gerido, levando à desnutrição, aos mercados negros e à hostilidade à gestão estatal do abastecimento alimentar. Os alemães confiscaram cerca de 20% da produção alimentar francesa, causando graves perturbações na economia doméstica francesa. A produção agrícola francesa caiu para metade devido à falta de combustível, fertilizantes e trabalhadores. Mesmo assim, os alemães apreenderam metade da carne, 20% dos produtos e 2% do champanhe. Os problemas de abastecimento afectaram rapidamente as lojas francesas, que careciam da maior parte dos artigos. O governo respondeu com racionamento, mas as autoridades alemãs definiram as políticas e a fome prevaleceu, afectando especialmente os jovens nas áreas urbanas. As filas aumentaram em frente às lojas.
Algumas pessoas, incluindo soldados alemães, beneficiaram do mercado negro, onde os alimentos eram vendidos sem bilhetes a preços muito elevados. Os agricultores desviaram especialmente a carne para o mercado negro e por isso havia muito menos para o mercado aberto. Também circulavam vale-refeição falsificados. A compra direta de agricultores no campo e a troca de cigarros tornaram-se comuns, embora essas atividades fossem estritamente proibidas e, portanto, acarretassem o risco de confisco e multas.
A escassez de alimentos foi mais aguda nas grandes cidades. Nas aldeias rurais mais remotas, o abate clandestino, as hortas e a disponibilidade de produtos lácteos permitiram uma melhor sobrevivência. A ração oficial fornecia dietas de fome de 1.013 ou menos calorias por dia, complementadas por hortas caseiras e especialmente compras no mercado negro.

### Mulheres
Os dois milhões de soldados franceses mantidos como prisioneiros de guerra e trabalhadores forçados na Alemanha durante a guerra não corriam risco de morte em combate, mas a ansiedade de separação das suas 800.000 esposas era elevada. O governo concedeu um subsídio modesto, mas uma em cada dez tornou-se prostituta para sustentar as suas famílias.
Entretanto, o regime de Vichy promoveu um modelo altamente tradicional de papéis femininos. A ideologia oficial da Revolução Nacional fomentou a família patriarcal, chefiada por um homem com uma esposa subserviente e devotada aos seus muitos filhos. Conferiu às mulheres um papel simbólico fundamental para levar a cabo a regeneração nacional e utilizou a propaganda, as organizações de mulheres e a legislação para promover a maternidade; dever patriótico e submissão feminina ao casamento, ao lar e à educação dos filhos. A queda da taxa de natalidade parecia ser um problema grave para Vichy, que introduziu abonos de família e se opôs ao controlo da natalidade e ao aborto. As condições eram muito difíceis para as donas de casa, pois a comida era escassa, assim como a maioria das necessidades. O Dia das Mães tornou-se uma data importante no calendário de Vichy, com festividades nas cidades e escolas com entrega de medalhas às mães de numerosos filhos. As leis de divórcio tornaram-se muito mais rigorosas e foram impostas restrições ao emprego de mulheres casadas. Os abonos de família, que começaram na década de 1930, continuaram e tornaram-se uma tábua de salvação vital para muitas famílias como um bônus mensal em dinheiro por terem mais filhos. Em 1942, a taxa de natalidade começou a aumentar e, em 1945, era mais elevada do que tinha sido durante um século. 
Por outro lado, as mulheres da Resistência, muitas das quais associadas a grupos de combate ligados ao Partido Comunista Francês, quebraram a barreira do género ao lutar lado a lado com os homens. Depois da guerra, isso foi considerado um erro, mas a França deu o voto às mulheres em 1944.

## Invasão alemã em novembro de 1942

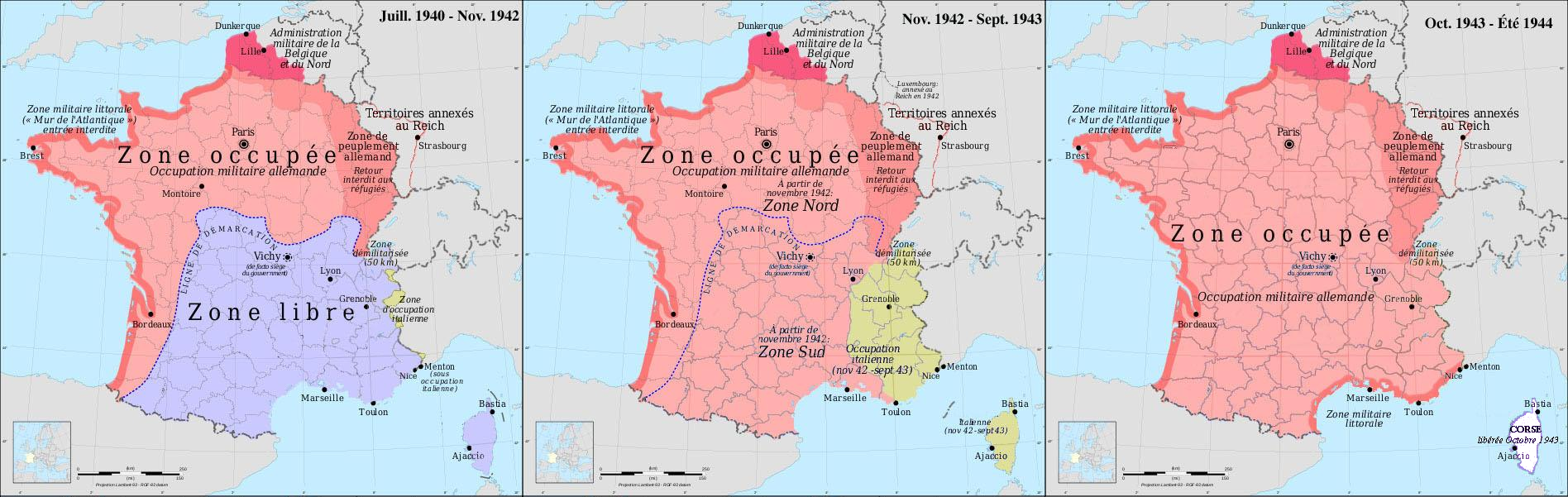
Fim progressivo do regime de Vichy

Hitler ordenou que Case Anton ocupasse a Córsega e depois o resto da zona sul desocupada em reacção imediata ao desembarque dos Aliados no Norte de África ( Operação Tocha ) em 8 de Novembro de 1942. Após a conclusão da operação em 12 de novembro, as restantes forças militares de Vichy foram dissolvidas. Vichy continuou a exercer a sua jurisdição restante sobre quase toda a França metropolitana, com o poder residual transferido para as mãos de Laval, até ao colapso gradual do regime após a invasão aliada em Junho de 1944. Em 7 de setembro de 1944, após a invasão aliada da França, o restante do gabinete do governo de Vichy fugiu para a Alemanha e estabeleceu um governo fantoche no exílio no chamado enclave de Sigmaringen. Esse governo finalmente caiu quando a cidade foi tomada pelo exército aliado francês em abril de 1945.
Parte da legitimidade residual do regime de Vichy resultou da contínua ambivalência dos EUA e de outros líderes. O Presidente Roosevelt continuou a cultivar Vichy, e promoveu o General Henri Giraud como uma alternativa preferível a de Gaulle, apesar do fraco desempenho das forças de Vichy no Norte de África – O almirante François Darlan desembarcou em Argel um dia antes da Operação Tocha. Argel era quartel-general do 19.º Corpo do Exército Francês de Vichy, que controlava as unidades militares de Vichy no Norte de África. Darlan foi neutralizado em 15 horas por uma força de resistência francesa de 400 homens. Roosevelt e Churchill aceitaram Darlan, em vez de de Gaulle, como líder francês no Norte de África. De Gaulle nem sequer foi informado do desembarque no Norte de África. Os Estados Unidos também se ressentiram da tomada do controle de São Pedro e Miquelon pela França Livre em 24 de dezembro de 1941, porque, acreditava o secretário de Estado Cordell Hull, isso interferiu em um acordo EUA-Vichy para manter o status quo no que diz respeito às possessões territoriais francesas no hemisfério Ocidental.
Após a invasão da França via Normandia e Provença (Operação Overlord e Operação Dragoon) e a saída dos líderes de Vichy, os EUA, o Reino Unido e a União Soviética finalmente reconheceram o Governo Provisório da República Francesa (GPRF) liderado por de Gaulle como o governo legítimo da França em 23 de outubro de 1944. Antes disso, o primeiro retorno da democracia à França Metropolitana desde 1940 ocorreu com a declaração da República Livre de Vercors em 3 de julho de 1944, a mando do governo da França Livre – mas esse acto de resistência foi anulado por um ataque alemão esmagador no final de Julho.

## Declínio do regime

### Independência do SOL

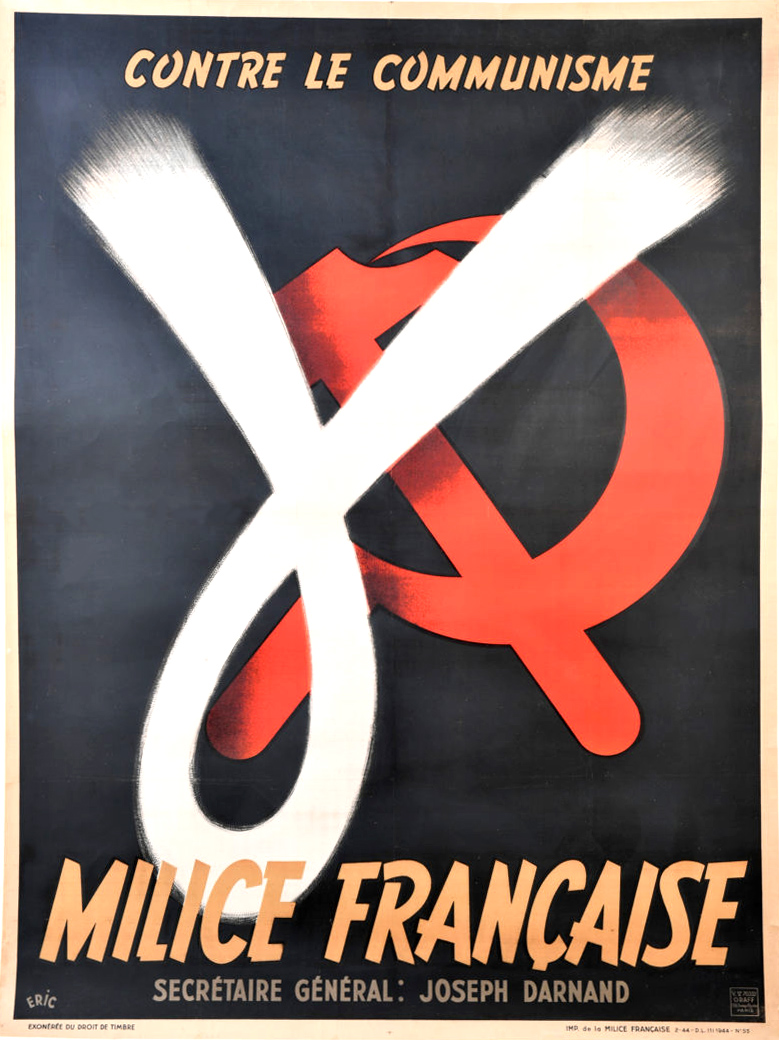
Um pôster de recrutamento para a Milice. O texto diz “Contra o Comunismo /Milícia Francesa/ Secretário-Geral Joseph Darnand”.

Em 1943, a milícia colaboracionista Service d'ordre légionnaire (SOL), liderada por Joseph Darnand, tornou-se independente e foi transformada na "Milice française" (Milícia Francesa). Dirigido oficialmente pelo próprio Pierre Laval, o SOL era liderado por Darnand, que possuía um posto SS e jurou lealdade a Adolf Hitler. Sob Darnand e seus subcomandantes, como Paul Touvier e Jacques de Bernonville, a Milice foi responsável por ajudar as forças e a polícia alemãs na repressão à Resistência Francesa e aos Maquis.

### Comissão Sigmaringen

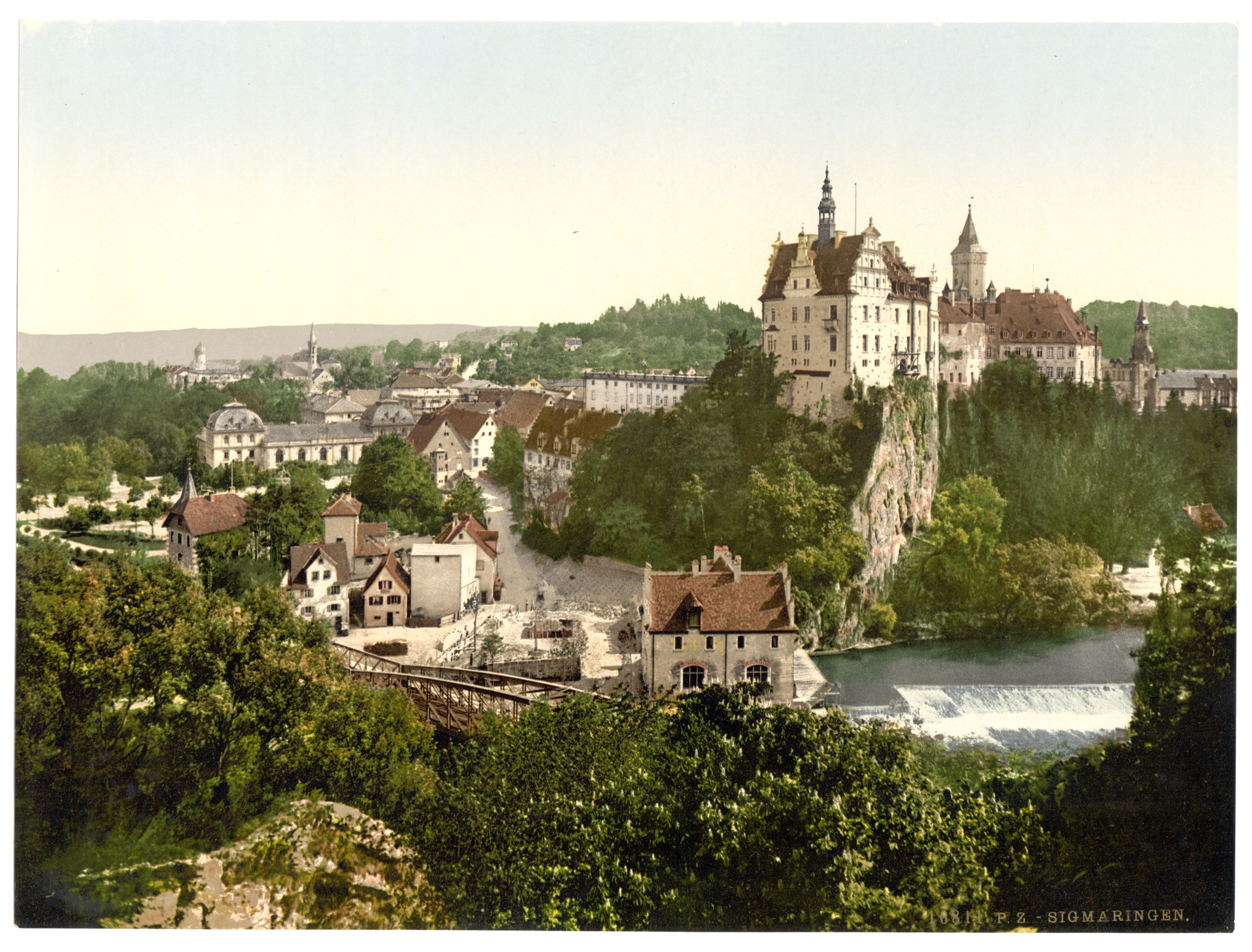
A operação Sigmaringen foi baseada no antigo castelo da cidade.

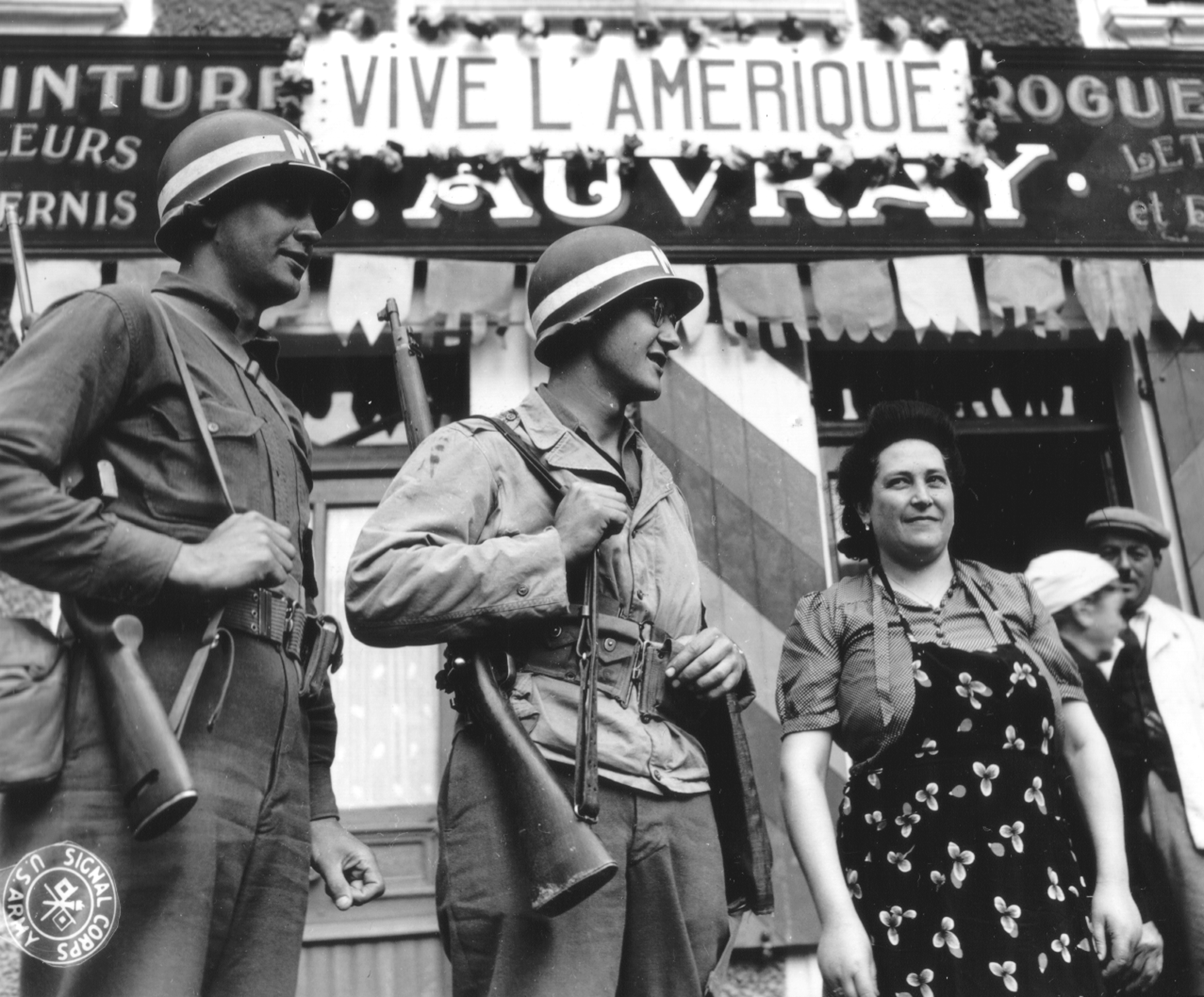
Libertação da França, 1944

Após a libertação de Paris em 25 de agosto de 1944, Pétain e seus ministros foram levados para Sigmaringen pelas forças alemãs. Depois que Pétain e Laval se recusaram a cooperar, Fernand de Brinon foi selecionado pelos alemães para estabelecer um pseudogoverno no exílio em Sigmaringen. Pétain recusou-se a continuar a participar e a operação Sigmaringen tinha pouca ou nenhuma autoridade. Os escritórios usavam o título oficial de "Comissão do Governo Francês para a Defesa dos Interesses Nacionais" (em francês:  Commission gouvernementale française pour la défense des intérêts nationaux) e informalmente era conhecida como "Delegação Francesa" (em francês:  Délégation française). O enclave tinha estação de rádio própria (Radio-patrie, Ici la France) e imprensa oficial (La France, Le Petit Parisien) e hospedou as embaixadas das potências do Eixo, Alemanha e Japão, bem como um consulado italiano. A população do enclave era de cerca de 6.000 pessoas, incluindo jornalistas colaboracionistas conhecidos, os escritores Louis-Ferdinand Céline e Lucien Rebatet, o ator Robert Le Vigan, e suas famílias, bem como 500 soldados, 700 SS franceses, prisioneiros de guerra e trabalhadores forçados franceses. 
A Comissão durou sete meses, sobrevivendo aos bombardeios aliados, à má nutrição e habitação, e a um inverno extremamente frio, onde as temperaturas caíram para -30°C, enquanto os residentes observavam nervosamente o avanço das tropas aliadas se aproximando e discutiam rumores. 
Em 21 de abril de 1945, o General de Lattre ordenou que suas forças tomassem Sigmaringen. O fim chegou em poucos dias e, no dia 26, Pétain estava nas mãos das autoridades francesas na Suíça, enquanto Laval fugia para a Espanha.   Brinon,  Luchaire e Darnand foram capturados, julgados e executados em 1947. Outros membros fugiram para a Itália ou Espanha.

## Consequências

### Governo provisório
Os Franceses Livres, preocupados com a possibilidade de os Aliados decidirem colocar a França sob administração do Governo Militar Aliado para os Territórios Ocupados, esforçaram-se por estabelecer rapidamente o Governo Provisório da República Francesa . A primeira ação do Governo Provisório foi restabelecer a legalidade republicana em toda a França Metropolitana.
O governo provisório considerou o governo de Vichy inconstitucional e, portanto, todas as suas ações sem autoridade legítima. Todos os "actos constitucionais, legislativos ou regulamentares" adoptados pelo governo de Vichy, bem como os decretos adoptados para os implementar, foram declarados nulos e sem efeito pela Portaria de 9 de Agosto de 1944. Na medida em que a rescisão geral de todos os atos praticados por Vichy, incluindo medidas que poderiam ter sido tomadas por um governo republicano legítimo, foi considerada impraticável, a ordem previa que os atos não expressamente indicados como anulados na ordem continuassem a receber "provisória aplicativo". Muitos atos foram explicitamente revogados, incluindo todos os atos que Vichy chamou de "atos constitucionais", todos os atos que discriminavam os judeus, todos os atos relacionados às chamadas "sociedades secretas" (como os maçons), e todos os atos que estabeleceram tribunais especiais.
Organizações paramilitares e políticas colaboracionistas, como a Milice e o Service d'ordre légionnaire, também foram dissolvidas.
O Governo Provisório também tomou medidas para substituir os governos locais, incluindo governos que foram suprimidos pelo regime de Vichy através de novas eleições ou prorrogando os mandatos daqueles que foram eleitos o mais tardar em 1939.

### Expurgos
Após a libertação, a França foi varrida por um curto período por uma onda de execuções de colaboracionistas. Alguns foram levados para o Vélodrome d'hiver, para a prisão de Fresnes ou para o campo de internamento de Drancy. Mulheres suspeitas de terem ligações românticas com alemães ou, mais frequentemente, de serem prostitutas que recebiam clientes alemães foram publicamente humilhadas por terem suas cabeças raspadas. Aqueles que se envolveram no mercado negro também foram estigmatizados como “aproveitadores de guerra” (profiteurs de guerre), e popularmente chamado de "BOF" (Beurre Oeuf Fromage, pelos produtos vendidos a preços exorbitantes durante a Ocupação). O Governo Provisório da República Francesa (GPRF, 1944–46) restabeleceu rapidamente a ordem e levou os colaboracionistas aos tribunais. Muitos colaboracionistas condenados foram então anistiados durante a Quarta República (1946–54).
Quatro períodos diferentes são distinguidos pelos historiadores:
- a primeira fase das convicções populares (épuration sauvage – expurgo selvagem): execuções extrajudiciais e raspagem de cabeça de mulheres. As estimativas dos prefeitos de polícia feitas em 1948 e 1952 contaram cerca de 6.000 execuções antes da Libertação e 4.000 depois.
- a segunda fase (épuration légale ou expurgo legal), que começou com os decretos de expurgo de Charles de Gaulle em 26 e 27 de junho de 1944 (o primeiro decreto de de Gaulle instituindo Comissões de expurgo foi promulgado em 18 de agosto de 1943): julgamentos de colaboracionistas pelas Commissions d'épuration, que condenou aproximadamente 120.000 pessoas (por exemplo, Charles Maurras, o líder da monarquista Action Française, foi assim condenado à prisão perpétua em 25 de janeiro de 1945), incluindo 1.500 sentenças de morte (Joseph Darnand, chefe da Milice, e Pierre Laval, chefe do governo francês, foram executados após julgamento em 4 de outubro de 1945, Robert Brasillach, executado em 6 de fevereiro de 1945, etc.), mas muitos dos que sobreviveram a essa fase foram posteriormente anistiados.
- a terceira fase, mais branda para com os colaboracionistas (o julgamento de Philippe Pétain ou do escritor Louis-Ferdinand Céline).
- finalmente chegou o período de anistia e graças (como Jean-Pierre Esteva, Xavier Vallat, criador da Comissão Geral para Assuntos Judaicos, René Bousquet, chefe da polícia francesa)

Outros historiadores distinguiram os expurgos contra intelectuais (Brasillach, Céline, etc.), industriais, lutadores (LVF etc.) e funcionários públicos (Papon, etc.).

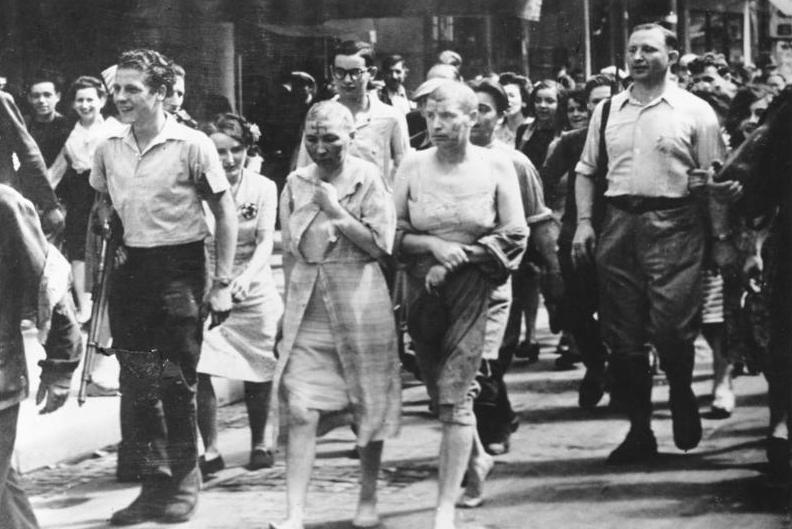
Paris 1944: Mulheres acusadas de colaboração com os nazistas desfilam pelas ruas; muitas vezes tinham os cabelos cortados como forma de humilhação.

Philippe Pétain foi acusado de traição em julho de 1945. Ele foi condenado e sentenciado à morte por fuzilamento, mas Charles de Gaulle comutou a sentença para prisão perpétua. Na polícia, alguns colaboradores logo retomaram responsabilidades oficiais. Essa continuidade da administração foi apontada, em particular no que diz respeito aos acontecimentos do massacre de Paris de 1961, executado sob as ordens do chefe da polícia de Paris, Maurice Papon, enquanto Charles de Gaulle era chefe de estado. Papon foi julgado e condenado por crimes contra a humanidade em 1998.
Os membros franceses da Divisão Waffen-SS Charlemagne que sobreviveram à guerra foram considerados traidores. Alguns dos oficiais mais proeminentes foram executados, enquanto os soldados rasos receberam penas de prisão. Alguns deles tiveram a opção de cumprir pena na Indochina (1946–54) com a Legião Estrangeira em vez de na prisão.
Entre os artistas, o cantor Tino Rossi foi detido na Prisão de Fresnes; segundo o jornal Combat, os guardas prisionais pediram-lhe autógrafos. Pierre Benoit e Arletty também foram detidos.
As execuções sem julgamento e outras formas de "justiça popular" foram duramente criticadas imediatamente após a guerra, com círculos próximos aos pétainistas avançando o número de 100.000 e denunciando o "Terror Vermelho", a "anarquia" ou a "vingança cega". O escritor e internado judeu Robert Aron estimou as execuções populares em 40.000 em 1960. Isto surpreendeu de Gaulle, que estimou o número em cerca de 10.000, que é também o número aceite hoje pelos principais historiadores. Aproximadamente 9.000 destes 10.000 referem-se a execuções sumárias em todo o país, ocorridas durante batalhas.
Alguns sugerem que a França fez muito pouco para lidar com os colaboradores nesta fase, apontando selectivamente que, em valor absoluto (números), houve menos execuções legais em França do que no seu vizinho mais pequeno, a Bélgica, e menos internamentos do que na Noruega ou nos Países Baixos, mas a situação na Bélgica não era comparável, pois misturava colaboração com elementos de uma guerra de secessão. A invasão de 1940 levou a população flamenga a ficar geralmente do lado dos alemães na esperança de obter reconhecimento nacional e, em relação à população nacional, uma proporção muito maior de belgas do que de franceses acabou por colaborar com os alemães ou por se voluntariar para lutar ao lado deles. A população da Valónia, por sua vez, liderou massiva retribuição anti-flamenga após a guerra, algumas das quais, como a execução de Irma Swertvaeger Laplasse, foram controversas.
A proporção de colaboradores também foi maior na Noruega, e a colaboração ocorreu em maior escala nos Países Baixos (como na Flandres), baseada em parte na semelhança linguística e cultural com a Alemanha. Os internamentos na Noruega e nos Países Baixos, por sua vez, foram altamente temporários e bastante indiscriminados: houve um breve pico de internamentos nestes países, uma vez que o internamento foi utilizado em parte com o propósito de separar os colaboracionistas de outros. A Noruega acabou por executar apenas 37 colaboracionistas.

### Julgamentos dos anos 1980
Alguns acusados de crimes de guerra foram julgados, alguns pela segunda vez, a partir da década de 1980: Paul Touvier, Maurice Papon, René Bousquet (o chefe da polícia francesa durante a guerra) e seu vice Jean Leguay. Bousquet e Leguay foram ambos condenados pelas suas responsabilidades no Vel' d'Hiv Roundup de julho de 1942. Entre outros, os caçadores de nazis Serge e Beate Klarsfeld passaram parte do seu esforço pós-guerra a tentar levá-los aos tribunais. Alguns colaboracionistas juntaram-se então ao movimento terrorista da OEA durante a Guerra da Argélia (1954–62). Jacques de Bernonville fugiu para Quebec, depois para o Brasil. Jacques Ploncard d'Assac tornou-se conselheiro do ditador português António de Oliveira Salazar.
Em 1993, o antigo oficial de Vichy, René Bousquet, foi assassinado enquanto aguardava acusação em Paris, após uma acusação de crimes contra a humanidade em 1991. Ele foi processado, mas parcialmente absolvido e imediatamente anistiado em 1949. Em 1994, o ex-oficial de Vichy Paul Touvier (1915–1996) foi condenado por crimes contra a humanidade. Maurice Papon também foi condenado em 1998, mas foi libertado três anos depois devido a problemas de saúde e morreu em 2007.

## Debates historiográficos e “Síndrome de Vichy”
Como disse o historiador Henry Rousso em A Síndrome de Vichy (1987), Vichy e a colaboração estatal da França continuam a ser um “passado que não passa”.
Os debates historiográficos ainda são apaixonados e opõem-se a diferentes visões sobre a natureza e a legitimidade do colaboracionismo de Vichy com a Alemanha na implementação do Holocausto. Três períodos principais foram distinguidos na historiografia de Vichy. Em primeiro lugar, o período gaullista visava a reconciliação e a unidade nacionais sob a figura de Charles de Gaulle, que se concebia acima dos partidos políticos e das divisões. Depois, a década de 1960 teve o filme de Marcel Ophüls, The Sorrow and the Pity (1971). Finalmente, na década de 1990, ocorreu o julgamento de Maurice Papon, um funcionário público em Bordéus que esteve encarregado das "Questões Judaicas" durante a guerra e foi condenado após um longo julgamento (1981-1998) por crimes contra a humanidade.
Embora seja certo que o governo de Vichy e muitos dos seus principais membros da administração colaboraram na implementação do Holocausto, o nível exacto dessa cooperação ainda é debatido. Em comparação com as comunidades judaicas estabelecidas noutros países invadidos pela Alemanha, os judeus franceses sofreram perdas proporcionalmente mais leves (ver secção sobre o número de mortos judaicos acima), mas em 1942, a repressão e as deportações começaram a atingir os judeus franceses, e não apenas os judeus estrangeiros.

## Figuras notáveis
- Pierre PucheuXavier VallatRené Bousquet, chefe da polícia francesa.
- François Darlan, primeiro-ministro (1941–1942).
- Louis Darquier de Pellepoix, Comissário para Assuntos Judaicos.
- Marcel Déat, fundador do Rassemblement national populaire (RNP) em 1941. Ingressou no governo nos últimos meses da Ocupação.
- Pierre-Étienne Flandin, primeiro-ministro (1940–1941).
- Philippe Henriot, Secretário de Estado de Informação e Propaganda.
- Gaston Henry-Haye, embaixador de Vichy nos Estados Unidos da América.
- Charles Huntziger, general e Ministro da Defesa.
- Pierre Laval, primeiro-ministro (1940, 1942–1944).
- Jean Leguay, delegado de Bousquet na "zona franca", acusado de crimes contra a humanidade por seu papel no Vel' d'Hiv Roundup em julho de 1942.
- François Mitterrand, mais tarde Presidente da República Francesa (1981–1995)
- Maurice Papon, chefe do Serviço de Perguntas Judaicas da prefeitura de Bordéus. Condenado por crimes contra a humanidade em 1998.[193]
- Philippe Pétain, Chefe de Estado.
- Pierre Pucheu, Ministro do Interior.
- Simon Sabiani, chefe do Parti Populaire Français de Marselha.
- Paul Touvier, condenado em 1995 por crimes contra a humanidade pelo seu papel como chefe da Milice em Lyon.
- Xavier Vallat, Comissário Geral para Questões Judaicas.
- Maxime Weygand, Comandante-em-Chefe das Forças Armadas e Ministro da Defesa.

## Colaboradores não-Vichy
- Pierre Bonny, também conhecido como Pierre Bony.
- Robert Brasillach, escritor, executado por colaboração após a guerra.
- Marcel Bucard, fundador do Mouvement franciste de extrema direita e da Legion des volontaires francais contre le bolchevismo (LVF).
- Louis-Ferdinand Céline, escritor.
- Eugène Deloncle, cofundador do grupo terrorista de direita La Cagoule em 1935 e fascista Mouvement social révolutionnaire em 1940.
- Jacques Doriot, fundador do Parti Populaire Français (PPF) e membro da LVF.
- Pierre Drieu La Rochelle, escritor.
- Henri Lafont
- Étienne Leandri, usou o uniforme da Gestapo durante a guerra e participou da criação do Gaullista Service d'Action Civique (SAC) na década de 1960.
- Robert Le Vigan, ator.
- Charles Maurras, escritor e fundador do movimento monarquista Action Française.
- Lucien Rebatet, escritor.
- Pierre Taittinger, presidente do conselho municipal de Paris 1943-1944.

#### Inglês
- Atkin, Nicholas, Pétain, (Longman, 1997)
- Azema, Jean-Pierre. From Munich to Liberation 1938–1944 (The Cambridge History of Modern France) (1985)
- Azema, Jean-Pierre, ed. Collaboration and Resistance: Images of Life in Vichy France 1940–1944 (2000) 220pp; photographs
- Boyd, Douglas. Voices from the Dark Years: The Truth About Occupied France 1940–1945 (The History Press, 2015)
- Burrin, Philippe. France Under the Germans: Collaboration and Compromise (1998)
- Carmen Callil Bad Faith. A Forgotten History of Family, Fatherland and Vichy France. New York: Knopf. 2006. ISBN 0-375-41131-3; Biography of Louis Darquier de Pellepoix, the Commissioner for Jewish Affairs
- Campbell, Caroline. "Gender and Politics in Interwar and Vichy France." Contemporary European History 27.3 (2018): 482–499. online
- Christofferson, Thomas R., and Michael S. Christofferson. France during World War II: From Defeat to Liberation (2nd ed. 2006) 206pp; brief introduction online edition Arquivado em 2019-12-14 no Wayback Machine
- Davies, Peter. France and the Second World War: Resistance, Occupation and Liberation (Introduction to History) (2000) 128pp excerpt and text search
- Diamond, Hanna. Women and the Second World War in France, 1939–1948: Choices and Constraints (1999)
- Diamond, Hanna, and Simon Kitson, eds. Vichy, Resistance, Liberation: New Perspectives on Wartime France (2005) online edition Arquivado em 2020-08-05 no Wayback Machine; online review
- Fogg, Shannon Lee. The Politics of Everyday Life in Vichy France: Foreigners, Undesirables, and Strangers (2009), 226pp excerpt and text search
- Gildea, Robert. Marianne in Chains: Daily Life in the Heart of France During the German Occupation (2004) excerpt and text search
- Glass, Charles, Americans in Paris: Life and Death Under Nazi Occupation (2009) excerpt and text search
- Gordon, B. Historical Dictionary of World War Two France: The Occupation, Vichy and the Resistance, 1938–1946 (Westport, Conn., 1998)
- Halls,   W. D. Politics, Society and Christianity in Vichy France (1995) online edition Arquivado em 2019-12-13 no Wayback Machine
- Holman, Valerie; Kelly, Debra (2000). France at War in the Twentieth Century: Propaganda, Myth, and Metaphor. Col: Contemporary France (Providence, R.I.). New York: Berghahn Books. ISBN 978-1-57181-701-3. OCLC 41497185
- Jackson, Julian T. (2001). France: The Dark Years, 1940–1944. [S.l.]: Oxford University Press. ISBN 978-0-19-820706-1. Consultado em 15 de agosto de 2020
- Jennings, Eric (1994). «'Reinventing Jeanne': The Iconology of Joan of Arc in Vichy Schoolbooks, 1940–44». The Journal of Contemporary History. 29 (4): 711–734. doi:10.1177/002200949402900406
- Kedward, H. R. Occupied France: Collaboration and Resistance (Oxford, 1985), short survey
- Kitson, Simon, The Hunt for Nazi Spies: Fighting Espionage in Vichy France, (University of Chicago Press, 2008). ISBN 978-0-226-43893-1.
- Kocher, Adam, Adria K. Lawrence and Nuno P. Monteiro. 2018. "Nationalism, Collaboration, and Resistance: France under Nazi Occupation." International Security 43(2): 117–150.
- Kooreman, Megan. The Expectation of Justice: France, 1944–1946. (Duke University Press. 1999)
- Kroener, Bernhard R.; Muller, Rolf-Dieter; Umbreit, Hans (2000). Germany and the Second World War: Volume 5: Organization and Mobilization of the German Sphere of Power. Part I: Wartime Administration, Economy, and Manpower Resources, 1939–1941. Col: Germany & Second World War. [S.l.]: OUP Oxford. p. iii. ISBN 978-0-19-160683-0. OCLC 1058510505. Consultado em 28 de julho de 2021
- Lackerstein, Debbie. National Regeneration in Vichy France: Ideas and Policies, 1930–1944 (2013) excerpt and text search
- Langer, William, Our Vichy gamble, (1947); U.S. policy 1940–42
- Larkin, Maurice. France since the Popular Front: Government and People 1936–1996 (Oxford U P 1997). ISBN 0-19-873151-5
- Lemmes, Fabian. "Collaboration in wartime France, 1940–1944", European Review of History (2008), 15#2 pp 157–177
- Levieux, Eleanor (1999). Insiders' French : beyond the dictionary. Chicago: University of Chicago Press. ISBN 978-0-226-47502-8
- Manow, Philip. "Workers, farmers and Catholicism: A history of political class coalitions and the south-European welfare state regime". Journal of European Social Policy  (2015) 25#1 pp: 32–49.
- Marrus, Michael R. and Robert Paxton. Vichy France and the Jews. (Stanford University Press, 1995).  online 1981 edition Arquivado em 2017-10-11 no Wayback Machine
- Martin Mauthner. Otto Abetz and His Paris Acolytes – French Writers Who Flirted with Fascism, 1930–1945. (Sussex Academic Press, 2016). ISBN 978-1-84519-784-1
- Melton, George E.  Darlan: Admiral and Statesman of France, 1881–1942. (Praeger, 1998). ISBN 0-275-95973-2.
- Mockler, Anthony (1984). Haile Selassie's War: The Italian−Ethiopian Campaign, 1935–1941. New York: Random House. ISBN 978-0-394-54222-5
- Nord, Philip. France's New Deal: From the Thirties to the Postwar Era (Princeton U.P., 2010)
- Michel, Alain (2014) [1st pub. 2011]. «10 Collaboration and collaborators in Vichy France: An unfinished debate». In:  Stauber, Roni. Collaboration with the Nazis: Public Discourse after the Holocaust. Col: Routledge Jewish Studies series. London: Routledge. ISBN 978-1138788770. OCLC 876293139
- Paxton, Robert O.  Vichy France: Old Guard and New Order, 1940–1944 (2nd ed. 2001) excerpt and text search; influential survey
- Playfair, Major-General I. S. O.; with Stitt, Commander G. M. S.; Molony, Brigadier C. J. C.; Toomer, Air Vice-Marshal S. E. (1954).  Butler, J. R. M., ed. The Mediterranean and Middle East: The Early Successes Against Italy (to May 1941). Col: History of the Second World War, United Kingdom Military Series. I. [S.l.]: HMSO. OCLC 494123451. Consultado em 3 de setembro de 2015
- Playfair, I. S. O.;  et al. (2004) [1956].  Butler, J. R. M., ed. The Mediterranean and Middle East: The Germans Come to the Help of their Ally (1941). Col: History of the Second World War, United Kingdom Military Series. II pbk. repr. Naval & Military Press, Uckfield ed. London: HMSO. ISBN 978-1-84574-066-5
- Pollard, Miranda. Reign of virtue: mobilising gender in Vichy France (University of Chicago Press, 2012)
- Raugh, H. E. (1993). Wavell in the Middle East, 1939–1941: A Study in Generalship. London: Brassey's. ISBN 978-0-08-040983-2
- Smith, Colin. England's Last War Against France: Fighting Vichy, 1940–1942, London, Weidenfeld, 2009. ISBN 978-0-297-85218-6
- Sutherland, Jonathan, and Diane Canwell. Vichy Air Force at War: The French Air Force that Fought the Allies in World War II (Pen & Sword Aviation, 2011)
- Sweets, John F., Choices in Vichy France: The French Under Nazi Occupation (New York, 1986) excerpt and text search, focus on city of Clermont-Ferrand
- Thomas, Martin, The French Empire at War, 1940–45, Manchester University Press, 1998, paperback 2007.
- Vinen, Richard. The Unfree French: Life Under the Occupation (2007)
- Weisberg, Richard H. Vichy Law and the Holocaust in France. New York University Press. 1998. ISBN 0-8147-9336-3

#### Historiografia
- Conan, Eric, and Henry Rousso. Vichy: An ever-present past (UP of New England, 1998)
- Fishman, Sarah, et al.  France at War: Vichy and the Historians (2000) online edition Arquivado em 2020-08-05 no Wayback Machine
- Golsan, Richard J. Vichy's Afterlife: History & Counterhistory in Postwar France (2000)
- Gordon, Bertram M. "The 'Vichy Syndrome' problem in history", French Historical Studies (1995) 19#2 pp 495–518, on the denial of the realities of Vichy in JSTOR
- Munholland, Kim. "Wartime France: Remembering Vichy", French Historical Studies (1994) 18#3  pp. 801–820 in JSTOR
- Poznanski, Renée. "Rescue of the Jews and the Resistance in France: From History to Historiography", French Politics, Culture and Society (2012) 30#2 pp 8–32.
- Rousso, Henry. The Vichy Syndrome: History and Memory in France since 1944. (2nd ed. 2006). ISBN 0-674-93539-X
- Singer, Barnett. "The Changing Image of Vichy in France", Contemporary Review Summer 2009 online edition Arquivado em 2020-08-08 no Wayback Machine

#### Francês
- Henri Amouroux, La grande histoire des Français sous l'Occupation, 8 volumes, Laffont, 1976
- Aron, Robert (1962). «Pétain : sa carrière, son procès» [Pétain: his career, his trial]. Grands dossiers de l'histoire contemporaine [Major issues in contemporary history] (em francês). Paris: Librairie Académique Perrin. OCLC 1356008
- Jean-Pierre Azéma & François Bedarida, Vichy et les Français, Paris, Fayard, 1996.
- Le régime de Vichy et les Français (dir. Jean-Pierre Azéma & François Bédarida, Institut d'histoire du temps présent), Fayard, 1992, ISBN 2-213-02683-1
- Béglé, Jérôme (20 de janeiro de 2014). «Rentrée littéraire – Avec Pierre Assouline, Sigmaringen, c'est la vie de château !» [Autumn publishing season launch – With Pierre Assouline, Sigmaringen, That's life in the castle]. Le Point (em francês). Le Point Communications
- Bentégeat, Hervé (2014). Et surtout, pas un mot à la Maréchale ... : Pétain et ses femmes [And above all, not a word to the Maréchale ... : Pétain and his women] (em francês). Paris: Albin Michel. ISBN 978-2226256911. OCLC 1015992303
- Michèle Cointet.  Dictionnaire historique de la France sous l'Occupation (2nd ed. 2000) 732pp
- Michèle Cointet. L'Eglise sous Vichy. 1940–1945. La repentance en question., Perrin, Paris, 1998. ISBN 2-262-01231-8
- Cointet, Jean-Paul (2014). Sigmaringen. Col: Tempus (em francês). Paris: Perrin. ISBN 978-2-262-03300-2
- Eric Conan et Henry Rousso. Vichy, un passé qui ne passe pas, Fayard, Paris, 1994, ISBN 2-213-59237-3
- Yves Maxime Danan, La vie politique à Alger, de 1940 à 1944, L.G.D.J., Paris 1963.
- Jean-Luc Einaudi (2001). Les silences de la police : 16 juillet 1942–17 octobre 1961 (em francês). Paris: L'Esprit frappeur. ISBN 978-2-84405-173-8
- Delporte, Christian; Moine, Caroline (2018). Culture, médias, pouvoirs aux Etats-Unis et en Europe occidentale, France, Italie, RFA, Royaume-Uni, 1945–1991 [Culture, Media, Power in the United States and Western Europe, 1945–1991] (em francês). Malakoff: Armand Colin. ISBN 978-2200624187. OCLC 1191067431
- André Kaspi. Les Juifs pendant l'Occupation, Seuil, Paris, 1991, ISBN 2-02-013509-4
- Serge Klarsfeld. Vichy-Auschwitz. Le rôle de Vichy dans la solution finale de la question juive en France. 1943–1944., Fayard, Paris, 1985, ISBN 2-213-01573-2
- Launay, Jacques de. Le Dossier de Vichy, in series, Collection Archives, [Éditions] Julliard, [Paris], 1967. N.B.: A documentary history.
- Herbert R. Lottman. Pétain. Seuil, 1984, ISBN 2-02-006763-3
- Rousso, Henry (2007). Le régime de Vichy [The Vichy Regime]. Col: Que sais-je ? n° 1720 (em francês). Paris: Presses Universitaires de France. ISBN 978-2-13-054077-9. OCLC 777999316
- Jacques Sabille. "Les Juifs de Tunisie sous Vichy et l'Occupation". Paris: Edition du Centre de Documentation Juive Contemporaine, 1954
- Sémelin, Jacques (2013). Persécutions et entraides dans la France occupée : comment 75 % des juifs de France ont échappé à la mort (em francês). Paris: Seuil Arènes. ISBN 978-2-35204-235-8

#### Alemão
- Eberhard Jäckel: Frankreich in Hitlers Europa: die deutsche Frankreichpolitik im 2. Weltkrieg, Stuttgart 1966.
- Martin Jungius: Der verwaltete Raub. Die "Arisierung" der Wirtschaft in Frankreich 1940–1944. Thorbecke, Ostfildern 2008, Beiheft der Francia Nr. 67, hrsg. von Deutschen Historischen Institut Paris.
- Michael Mayer: Staaten als Täter. Ministerialbürokratie und 'Judenpolitik' in NS-Deutschland und Vichy-Frankreich. Ein Vergleich. Preface by Horst Möller and Georges-Henri Soutou München, Oldenbourg, 2010 (Studien zur Zeitgeschichte; 80). ISBN 978-3-486-58945-0. (Comparative study of anti-Jewish policy implemented by the government in Nazi-Germany, by German occupational forces in France and by the semi-autonomic French government in Vichy)
- Rousso, Henry (2009) [1st pub. 2007 Le Régime de Vichy]. Vichy: Frankreich unter deutscher Besatzung ; 1940–1944 [Vichy: France under the Occupation: 1940–1944]. Col: Beck'sche Reihe (em alemão). Munich: C.H. Beck. ISBN 978-3-406-58454-1. OCLC 316118163

#### Filmes
- Marcel Ophüls, The Sorrow and the Pity (1969).
- Claude Chabrol, The Eye of Vichy (1993).